# Drachenfels (Siebengebirge)

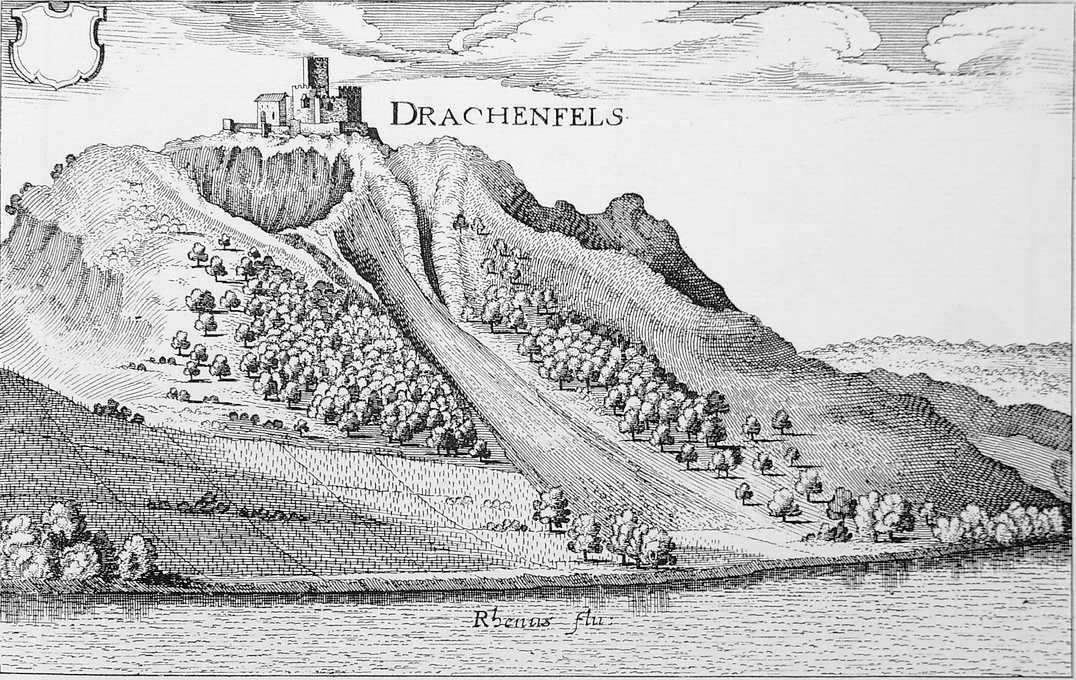
Drachenfels mit unzerstörter Burg, Kupferstich von 1646

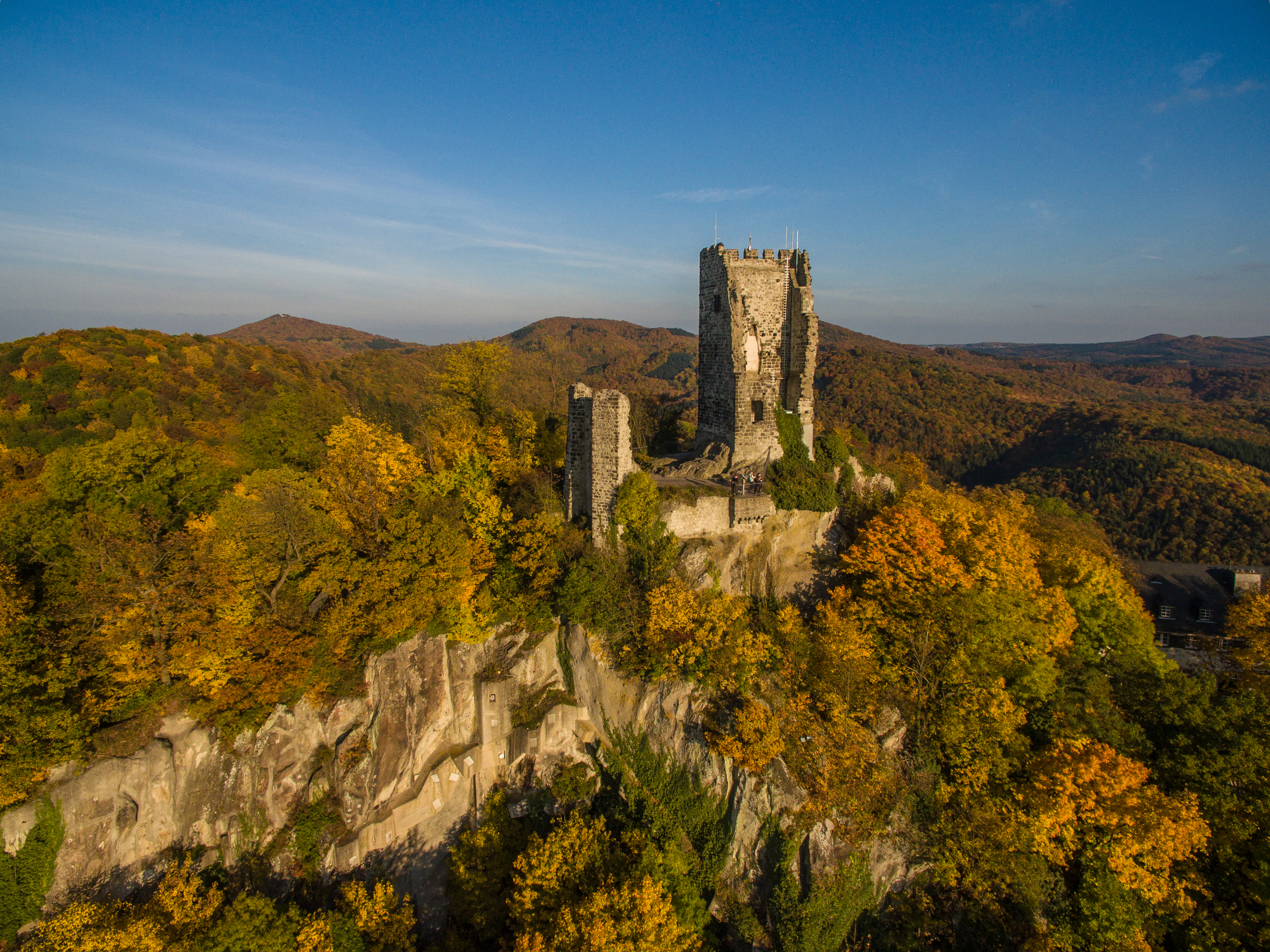
Luftaufnahme der Burgruine

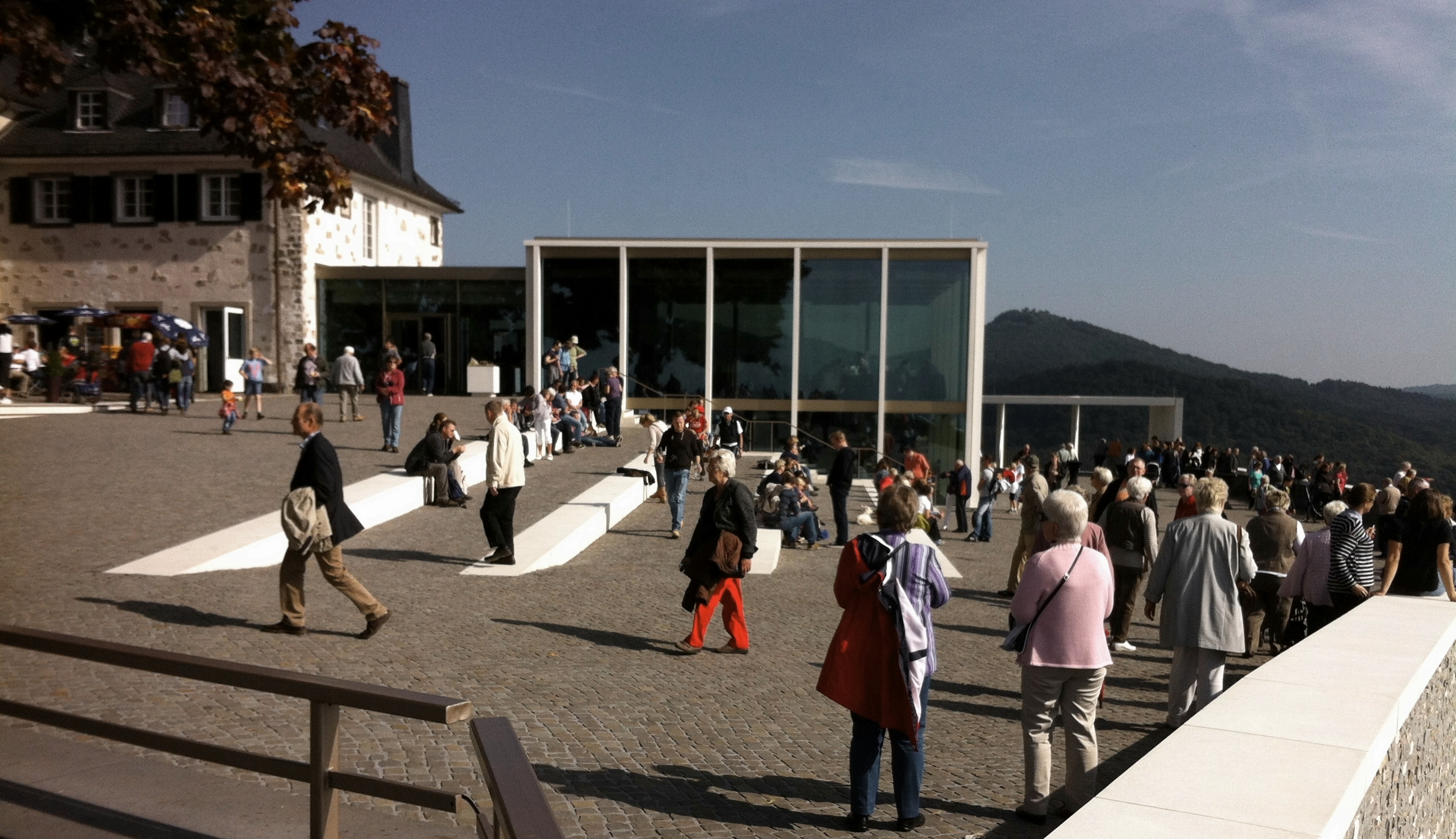
Plateau mit Glaskubus

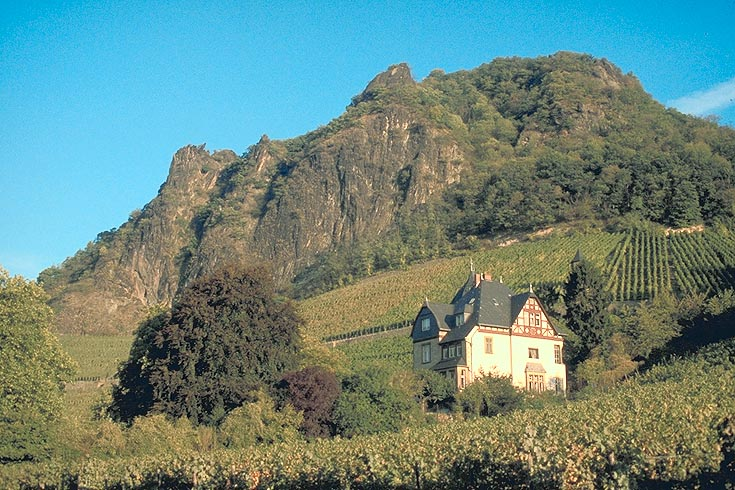
Weinanbau am Drachenfels

Wappen derer von Drachenfels

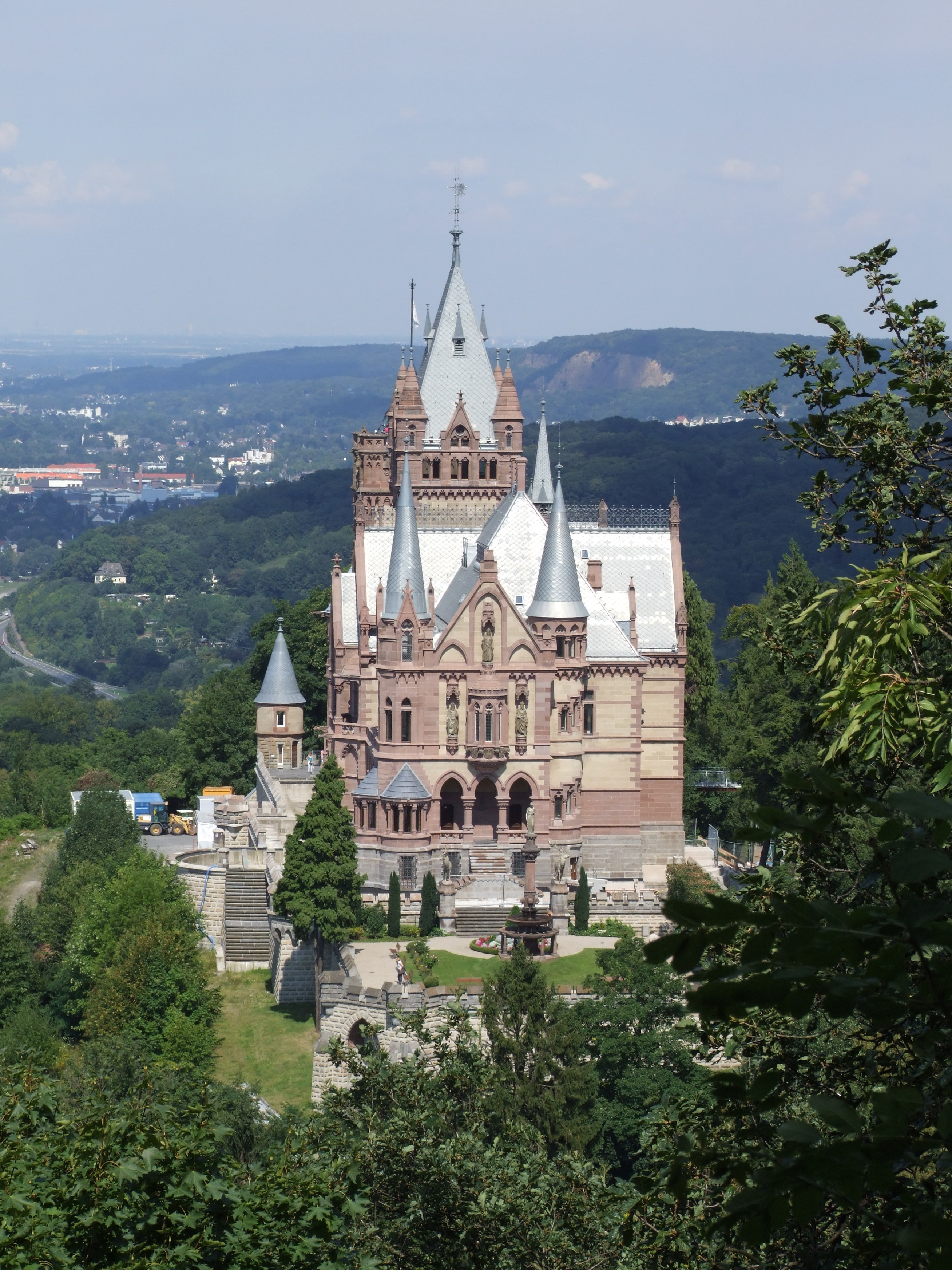
Schloss Drachenburg, erbaut von 1882 bis 1884

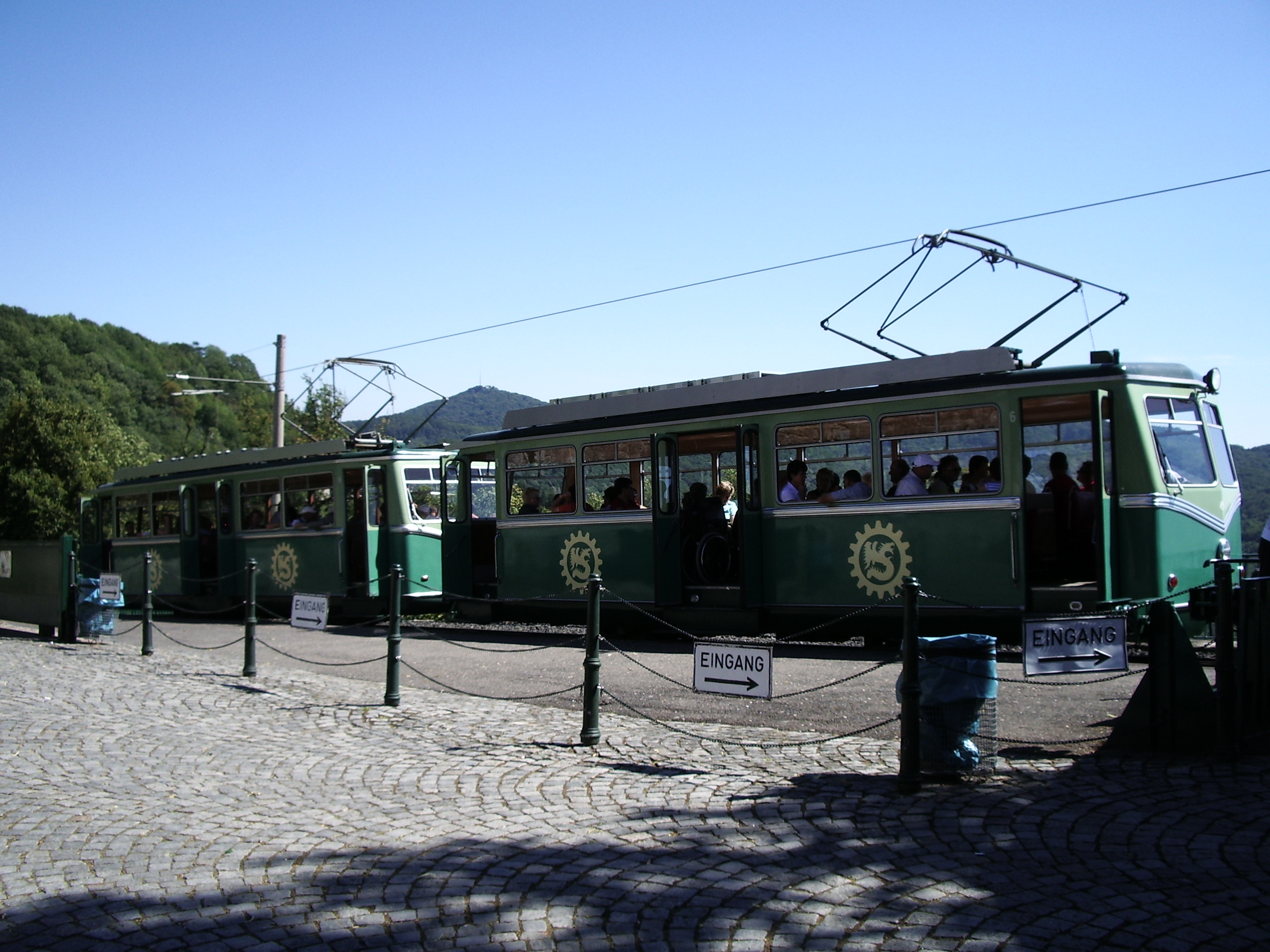
Zahnradbahn auf dem Drachenfels

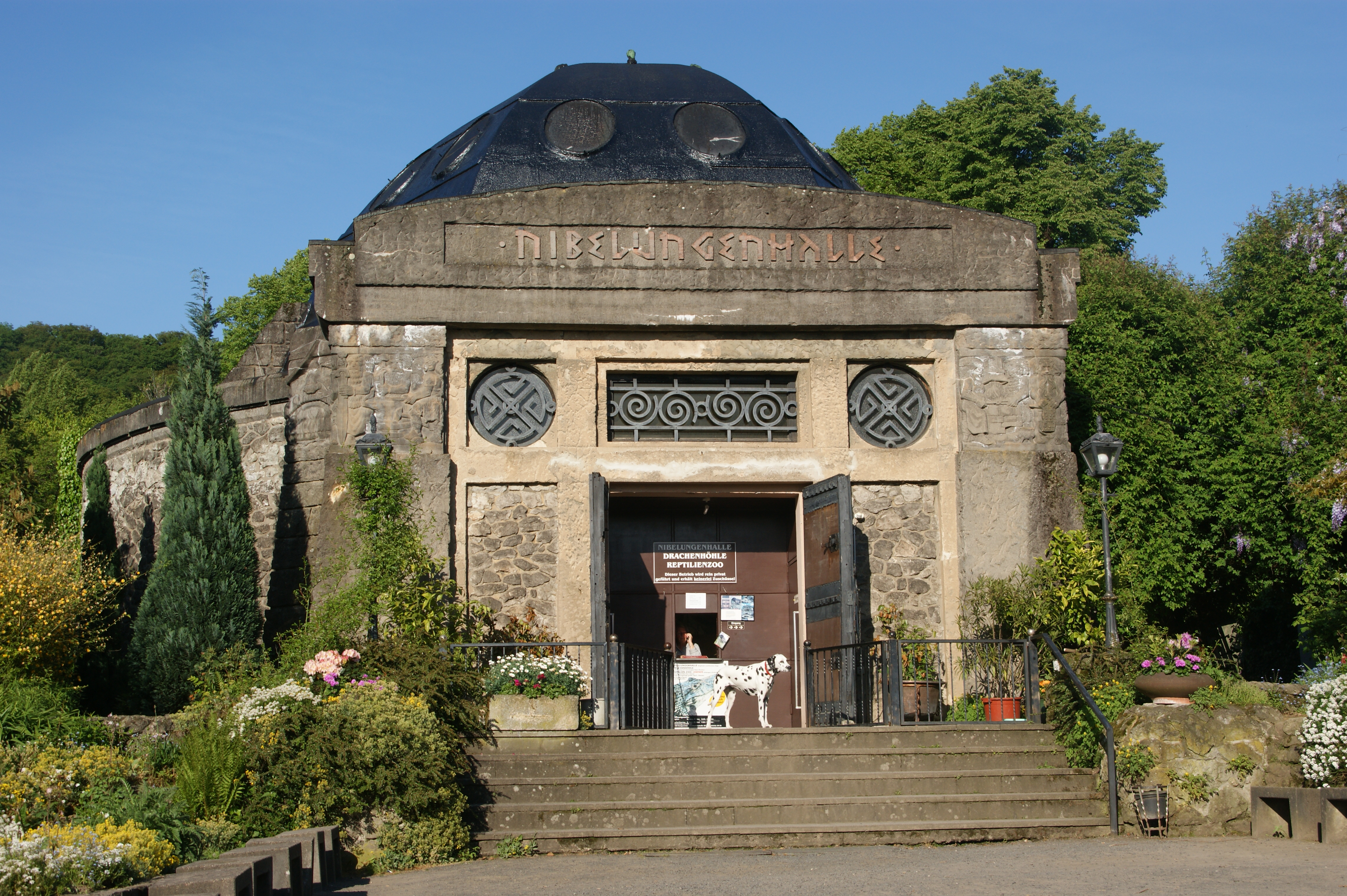
Nibelungenhalle

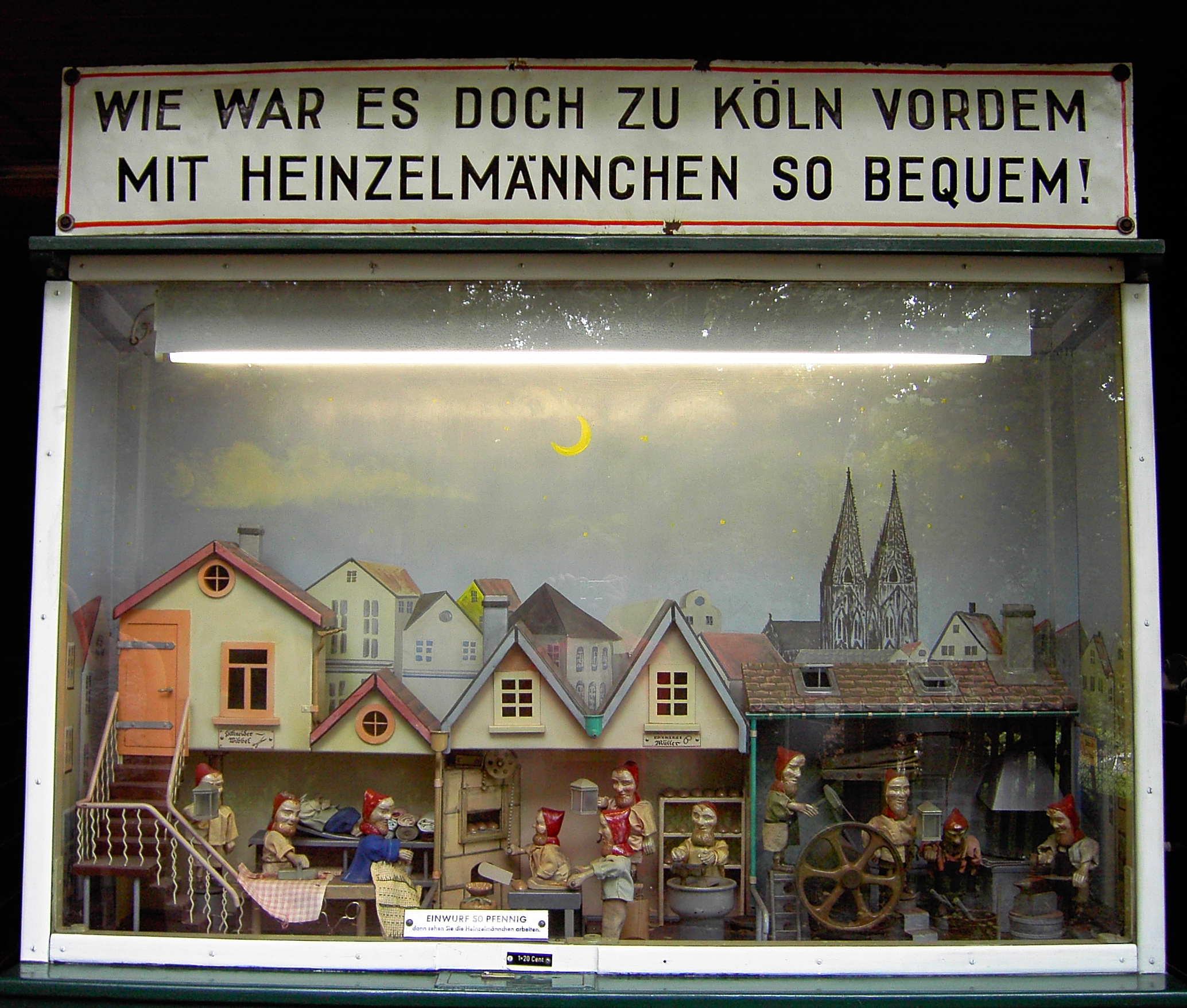
Heinzelmännchen-Diorama mit beweglichen Figuren

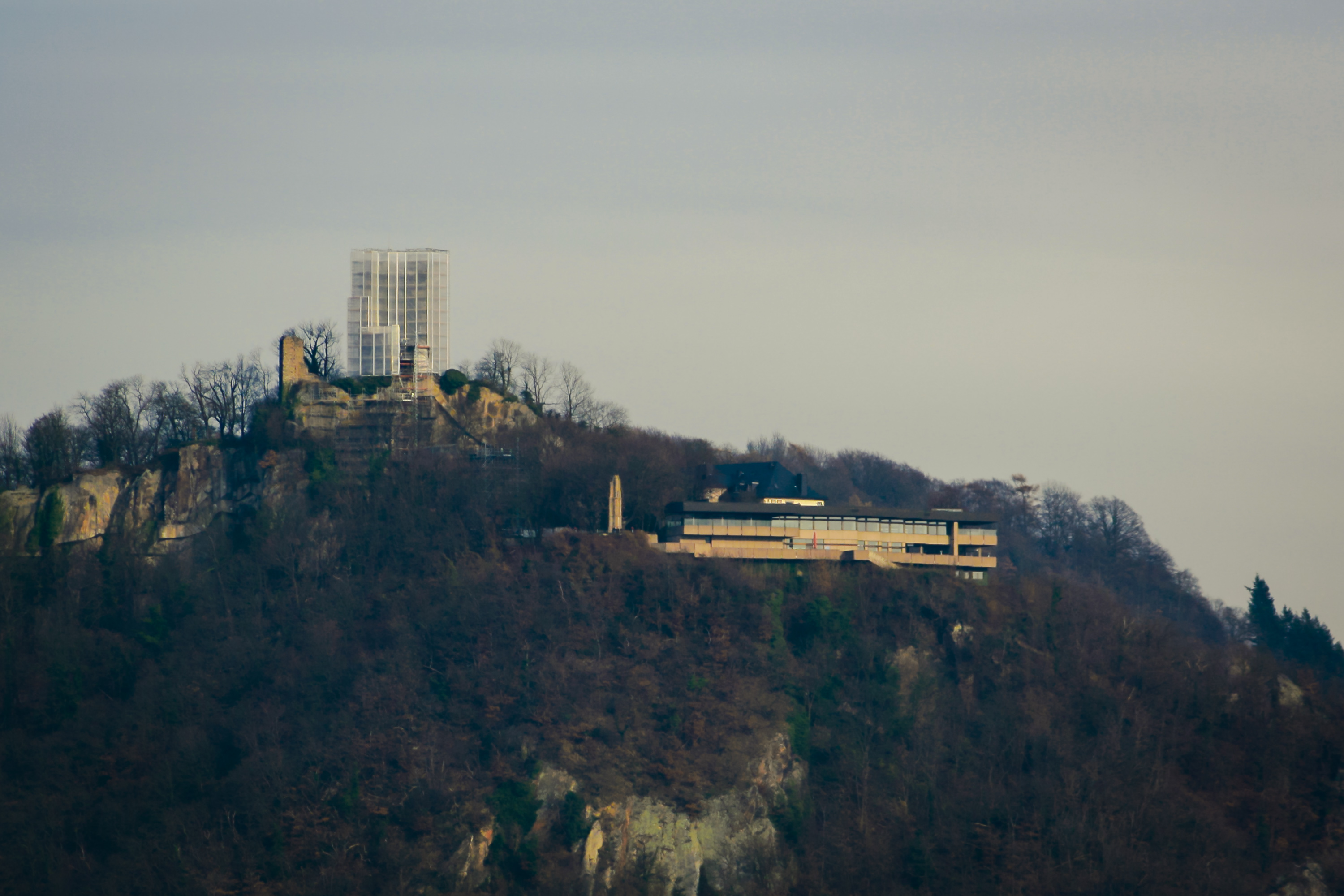
Drachenfels während der Restaurierung 2008

Der Drachenfels ist ein Berg im Siebengebirge am Rhein zwischen Bad Honnef und Königswinter. Aufgrund seiner markanten Lage über dem Rheintal, der Ruine der Burg Drachenfels, seiner Verwendung als Sujet der Rheinromantik und einer frühen touristischen Erschließung erlangte er im 19. Jahrhundert weite Bekanntheit. Mit einer Höhe von 321 m ü. NHN liegt der Gipfel rund 270 m über dem Rhein.
Der Drachenfels entstand durch aufsteigendes Magma, das nicht zur Erdoberfläche durchbrechen konnte, sondern darunter domartig erstarrte; Vulkanologen nennen das Quellkuppe. Schon aus römischer Zeit sind Steinbrüche (Quarztrachyt) am Drachenfels belegt. Besonders im Mittelalter war der Drachenfels-Trachyt rheinabwärts ein viel verwendeter Baustein, z. B. beim Bau des Kölner Doms.
Am nördlichen Hang über der Stadt Königswinter befindet sich das von 1882 bis 1884 im historistischen Stil erbaute Schloss Drachenburg. Eine Besonderheit ist die von Königswinter auf das Drachenfels-Plateau führende Zahnradbahn (Drachenfelsbahn).

## Geographie
Unter den Bergen des Siebengebirges reicht der Drachenfels am weitesten an den Rhein heran, begrenzt dort die Honnefer Talweitung des Mittelrheins und markiert somit dessen Übergang zur Niederrheinischen (Kölner) Bucht. Nach Westen und Süden, also Richtung Rheinufer und Rhöndorf, fällt er steil ab, während er nach Norden und Nordwesten deutlich langsamer an Höhe verliert. Im Osten ist er nur durch eine geringfügige Einsattelung von der mit 324 m ü. NHN heutzutage annähernd gleich hohen Wolkenburg getrennt. Das Nachtigallental, durch das der Hitelbach fließt, trennt ihn vom nordöstlich gelegenen Hirschberg (256 m ü. NHN). Der nordwestliche Hang des Drachenfelses direkt oberhalb der Altstadt von Königswinter wurde früher als eigene Erhebung mit der Bezeichnung Hardberg ausgewiesen. Der zum Rhein hin gewandte, westnordwestliche Bergrücken wird nach dem historischen Standort eines Steinbruchs Rüdenet genannt, der nach Norden hin abfallende Bergrücken westlich entlang des Nachtigallentals hat die schon 1715 erwähnte und auf einen Flurnamen zurückgehende Bezeichnung Saurenberg bzw. Saurer Berg. Dort befindet sich auch das Königswinterer Freibad. Die Fortsetzung des Drachenfelses im Rhein als sogenannter Drachenfelsgrund zwischen Rhöndorf im Süden und Königswinter im Norden stellt für die Rheinschifffahrt eine Untiefe dar, die den historischen Namen Reih trägt.
Das Drachenfelsplateau mit Hotel und Restaurantgebäude sowie Endstation der Drachenfelsbahn liegt 30 Meter unterhalb der Burgruine auf etwa 290 m ü. NHN.

## Geschichte

### Burg Drachenfels
Die Ruine des dreistöckigen Bergfrieds auf dem Drachenfels ist das Wahrzeichen des Siebengebirges. Die Burganlage wurde nach 1138 vom Kölner Erzbischof Arnold begonnen und etwa 1167 fertiggestellt. Außer dem Bergfried bestand die Burg ursprünglich aus Palas, Kapelle und Dienstbotenwohnungen. Sie diente zur Absicherung des Kölner Gebietes nach Süden hin.
Während des Dreißigjährigen Krieges wurde die Burg im Jahre 1634 vom Kurfürsten von Köln geschleift und anschließend nicht mehr aufgebaut. Vom Palas ist nur noch ein Mauerstück mit Fensteröffnung („Kölner Fenster“) erhalten. Einer der letzten der Linie der Burggrafen vom Drachenfels starb 1530. Graf Heinrich wurde in der Klosterkirche von Heisterbach in der dortigen Familiengruft beerdigt. Sein Grabstein wurde bei der Zerstörung des Klosters Heisterbach gerettet und ist heute an der ab 1903 erbauten Kirche St. Mariä Heimsuchung in Rhöndorf zu sehen.
Damals wie heute gibt es wenige Familien, die den Namen von Drachenfels sowie das Adelsgeschlecht weiterführen.

### Abbau von Trachyt und Unterschutzstellung
Schon aus römischer Zeit sind Steinbrüche (von Quarztrachyt) am Drachenfels belegt. Die guten Eigenschaften des Steines und die einfache Transportmöglichkeit durch Schiffe auf dem Rhein machten den Standort ideal für den Abbau. Es gab verschiedene Steinbrüche der Römer am Berg, die Spuren sind heute zum Beispiel noch im sogenannten Felsenmeer im Schlosspark von Schloss Drachenburg zu erkennen. Die großen Felsblöcke zeugen von den typischen Überresten römischer Arbeitstechnik. Die Steine fanden vor allem in römischen Standorten wie Köln oder Xanten Verwendung.
Nach dem Niedergang des römischen Reiches dauerte es mehrere hundert Jahre, bis wieder in großem Stil Steine am Drachenfels abgebaut wurden. Im Mittelalter war der Drachenfels-Trachyt rheinabwärts ein viel verwendeter Baustein. Um das Jahr 1000 wurden Steine vom Drachenfels zum Bau der Kirche St. Maria im Kapitol in Köln genutzt. Der Steinabbau nahm in den folgenden Jahrzehnten zu; der größte Abnehmer für Steine war die Kölner Dombauhütte, welche die Steine für den 1248 begonnenen Bau des Kölner Doms nutzte. Den Hohlraum dieses Steinbruchs sieht man auch heute noch auf der Südseite des Berges. Der Steinabbau ging ab den 1530er Jahren wegen eines Baustopps am Kölner Dom zurück.
Der Abbau von Trachyt wurde 1836 durch Teilankauf seitens der preußischen Regierung ganz gestoppt. (Dies wird fälschlicherweise häufig als die erste staatliche Naturschutzmaßnahme bezeichnet – der Bamberger Hain zum Beispiel war bereits 1824 unter staatlichen Schutz gestellt worden.) Im Jahr 1836 erwarb die preußische Regierung den Steinbruch Drachenfels, um ihn sofort stillzulegen und so die Silhouette des Berges als Naturschönheit zu sichern. Damit ersparte sie dem Berg samt seiner malerischen Burgruine das Schicksal, als Steinbruch für den Weiterbau des Kölner Doms zu dienen. Für diesen Teil des Berges samt Burgruine wurden 10.000 Taler gezahlt.
Im Jahr 1869 entstand der Verschönerungsverein Siebengebirge, der das Ziel hatte, das Areal gänzlich zu erschließen. Der Verein gründete 1880 mit Genehmigung des Kaisers eine staatliche Lotterie, aus deren Einnahmen alle anderen Steinbrüche aufgekauft wurden, um so zu verhindern, dass mit dem weiteren Abbau der Steine der Berg verschwindet. Die rechtliche Grundlage für ein Naturschutzgebiet wurde aber erst 1922 mit einer entsprechenden Polizeiverordnung gelegt. Seit 1956 firmiert es als Naturpark.

### Namensherkunft
Der Name „Drachenfels“ soll sich nach der geläufigsten Etymologie vom Quarz-Trachyt ableiten, der an dem Berg gewonnen wurde. Da der Name Trachyt für diese Art Gestein jedoch erst 1813 in die Geologie eingeführt wurde, der Name des Drachenfelsens jedoch sehr viel älter ist, erscheint dies unwahrscheinlich. Eine volkstümliche Herleitung stammt von der Sage über einen Drachen, der auf dem Berg gehaust haben soll. Hieraus wurde auch ein Bezug zur Nibelungensage hergestellt, der aber nicht nachgewiesen ist.
Tatsächlich taucht der Name bereits in einer Urkunde des Kölner Erzbischofs Arnold I. von 1149 über die Loslösung der Burg Drachenfels von Vogt Adalbert auf, in welcher der Ort der Burg mit in monte dracu – also auf dem Drachenberg – angegeben wird.
1176 war Gottfried (I.), der Vater Heinrichs (I.) und Großvater Gottfrieds (II.), Herr von Drachenfels und führte den silbernen Drachen auf rotem Feld als sein Wappen.

## Tourismus

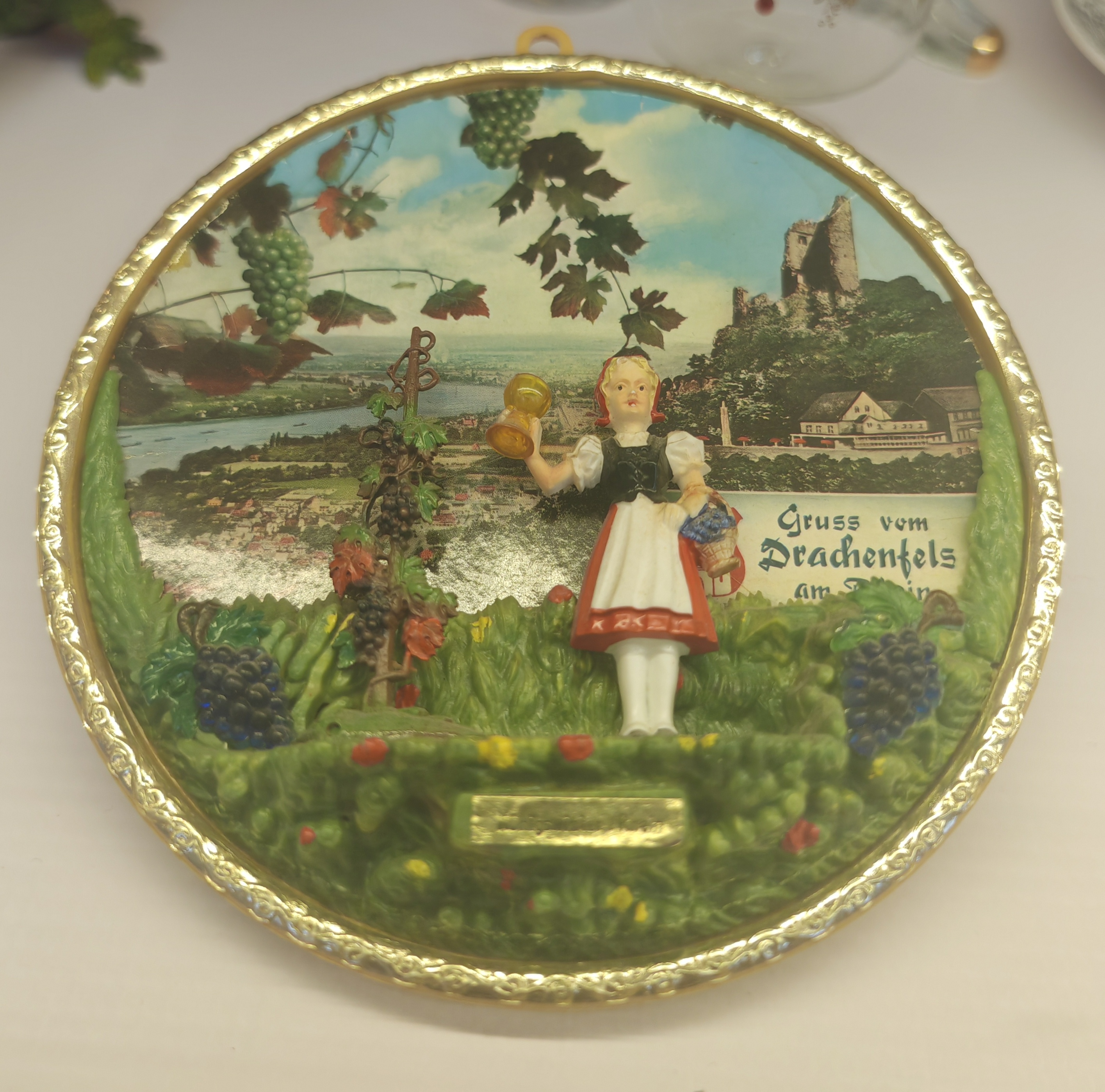
Zierplatte „Gruss vom Drachenfels am Rhein“, 1. Hälfte 20. Jahrhundert

### Geschichte
Mit dem Ende der napoleonischen Herrschaft und dem Beginn der Romantik setzte starker Reiseverkehr am Rhein ein. Der Besuch von George Gordon Byron im Mai 1816 macht die Ruine Drachenfels international bekannt. Sein Gedicht begeistert seine Landsleute und die Briten waren die ersten ausländischen Touristen im Siebengebirge.
Die bekannten Esel vom Drachenfels wurden damals für den Transport der Steine aus dem Bruch verwendet und waren auch wichtige Arbeitstiere beim Weinanbau. Als immer mehr Touristen die Ruine besuchten, erkannte man die Möglichkeiten, und 1816 wurden die Besucher mit Hilfe der Grautiere auf den Gipfel transportiert, aber auch Pferde wurden eingesetzt. Als es 1967 zum Felssturz kam, endete der Eseltransport am Eingang von Schloss Drachenburg, die Sicherungsmaßnahmen haben daran nichts geändert. Die Drachenfelsbahn hatte nur einen geringen Einfluss auf die Anzahl der verwendeten Tiere. 1900 wurden 36 und 1937 noch 29 Esel verwendet. Heute gibt es nur noch einen Reittierhalter mit zehn Eseln.
Am 1. Mai 1827 wurde Königswinter von der heutigen Köln-Düsseldorfer (KD) Gesellschaft angefahren. Der Transport an Land erfolgte durch Nachen, eine Landebrücke legte die Kölnische Gesellschaft im Mai 1841 an. Heute gibt es vier Anlegestellen am Königswinterer Ufer, eine für den Linienverkehr der Köln-Düsseldorfer und eine für ihre Hotelschiffe. Zwei weitere Brücken gehören der Stadt und werden von anderen Gesellschaften genutzt. Alle weiteren Anlegestellen sind für Schiffe, die hier ihren festen Liegeplatz haben.
Ein weiterer Aufschwung für den Tourismus war 1844 die Eröffnung der Bonn-Cölner Eisenbahn und die Verbesserung der allgemeinen Verkehrsverhältnisse. Am 11. Juli 1870 wurde der Königswinterer Bahnhof eröffnet. Seit 1872 können die Reisenden auf einer Fahrstraße mit Kutschen auf den Drachenfels fahren.
Die am 17. Juli 1883 eröffnete Drachenfelsbahn ist die älteste Zahnradbahn Deutschlands. Hiermit begann das Zeitalter des Massentourismus, in dessen Folge am Rheinufer Nobelhotels für die wohlhabenden Gäste entstanden, während in der Innenstadt Unterkünfte für die weniger Betuchten entstanden. 1892 wurde das erste Motorboot in Betrieb genommen. 1897 gab es in Königswinter sieben Motorboote, die 20 bis 35 Passiere befördern konnten. 1914 gab es bereits 16 Schiffe, die bis in die 1930er-Jahre erneuert wurden. In den 1950ern wurden diese durch die heute bekannten Großraummotorboote ersetzt.
1964/65 wurde die Zufahrt zur B 42 errichtet, die über die Landesstraße 331 auch mit der A 3 in Ittenbach verbunden ist.

### Aktuelle Entwicklungen

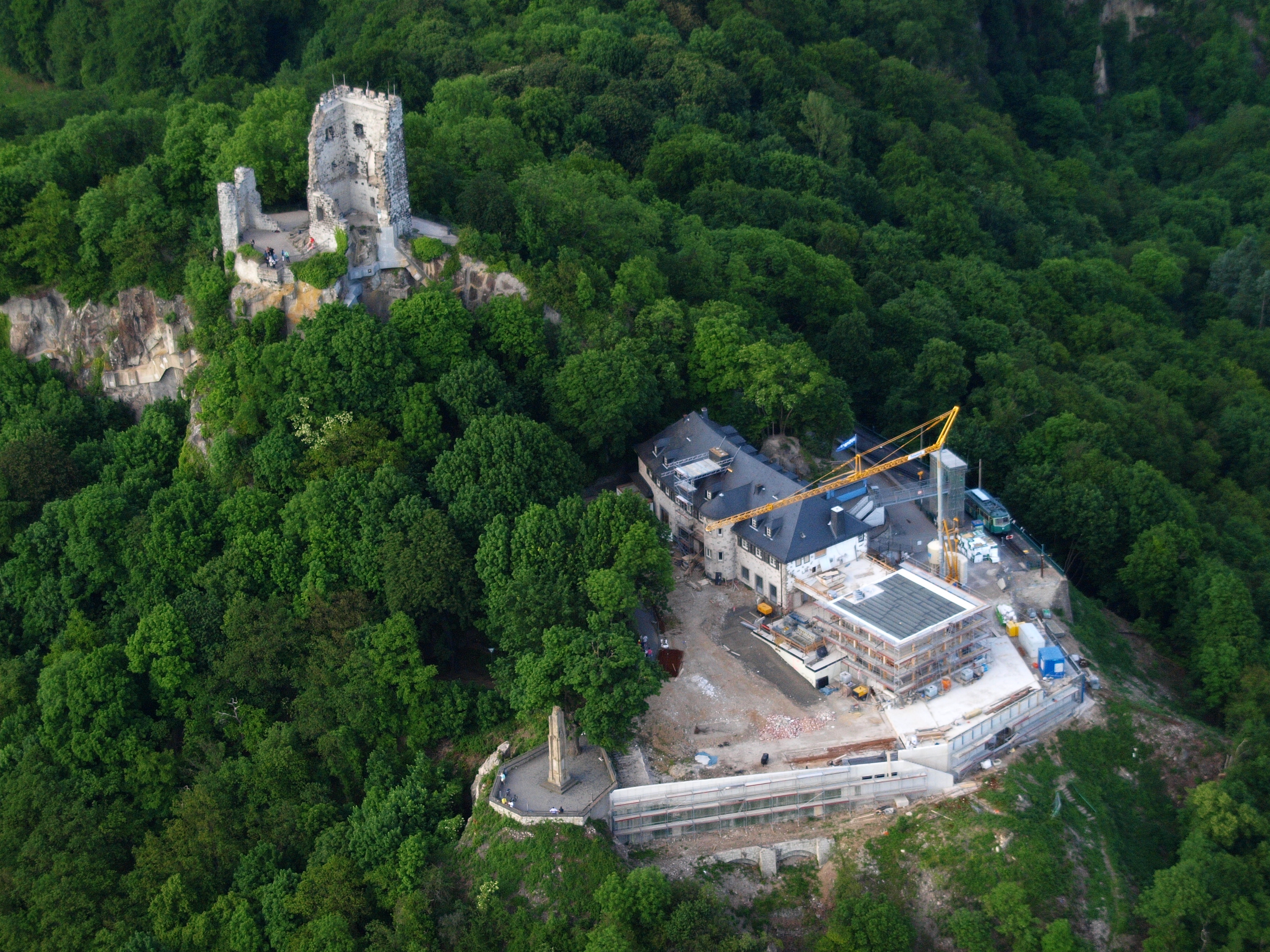
Neubau des Drachenfelsrestaurants (Mai 2012)

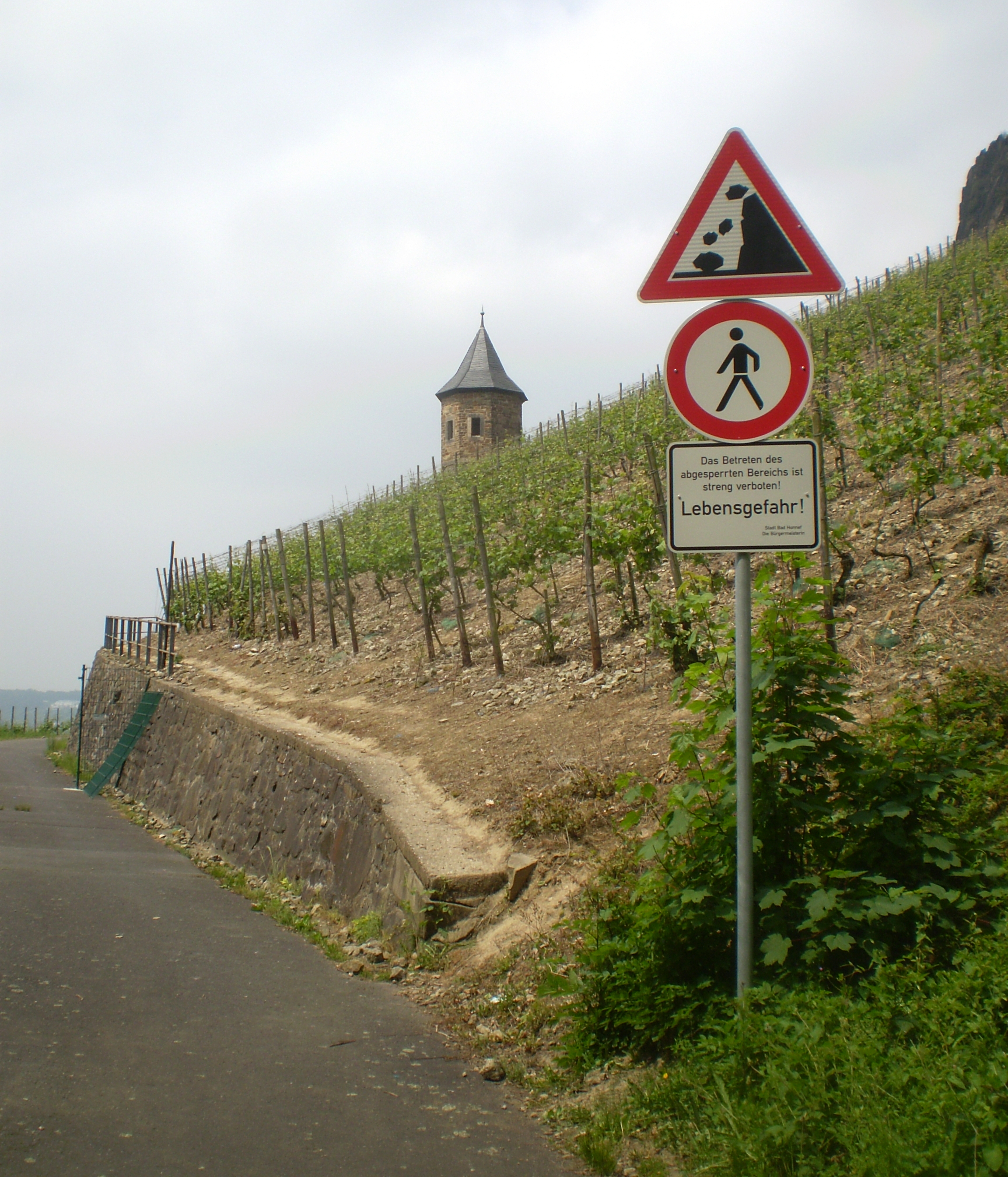
Sperrung eines Weges am Siegfriedfelsen (2012)

Bis in die späten 1990er-Jahre hinein war der Drachenfels die wichtigste touristische Attraktion Königswinters. Besonders beliebt war er bei Besuchern aus den Niederlanden, was ihm in der Umgebung den Spitznamen „höchster Berg Hollands“ eingebracht hat. Der Tourismus wurde von einem in den 1930er-Jahren fertiggestellten Hotel und einem weithin sichtbaren, 1976 eingeweihten Restaurantgebäude bewältigt. In den 1990er- und 2000er-Jahren waren die Besucherzahlen rückläufig, einige Lokale mussten schließen, und die Attraktionen werben um Sponsoren. Er gilt dennoch als der „meistbestiegene Berg Europas“ – auch wenn das nicht durch Zahlen belegt ist.
Um die Attraktivität des Tourismusstandorts Drachenfels zu verbessern, werden seit einigen Jahren große Anstrengungen unternommen: 2005 wurde der neue Bahnhof der Zahnradbahn mit Tourist-Information eröffnet, das am Aufstieg zum Drachenfels gelegene Schloss Drachenburg wurde bis 2010 umfassend renoviert. 2007 fand eine weitreichende Modernisierung des inzwischen jedoch abgerissenen Drachenfelsrestaurants auf dem Gipfel statt. Außerdem wird der Drachenfels mittlerweile für kommerzielle Silvesterfeiern genutzt.
Aus Mitteln der Regionale 2010 wurde der Weg vom Rheinufer bis zum Plateau auf der Bergspitze ansprechender gestaltet und die Beschilderung (insbesondere der Zugang zur Burgruine) verbessert. Für die Neugestaltung des Drachenfelsplateaus wurde ein Architektenwettbewerb ausgelobt, den am Ende das Büro pape+pape architekten aus Kassel für sich entscheiden konnte. Nach Vorarbeiten ab November 2010 begann am 11. Januar 2011 der Abriss des in den 1970er-Jahren im Stil des Brutalismus errichteten Restaurants, was im März des Jahres beendet war. Ab September 2011 erfolgte die Sanierung des Altbaus aus den 1930er-Jahren und der Neubau des Glaskubus. Am 30. November 2012 wurde das neue Restaurant im fertiggestellten Kubus eröffnet, die endgültige Fertigstellung des Plateaus zog sich bis zum folgenden Frühjahr hin – die offizielle Einweihung fand am 2. Juni 2013 statt. Die Kosten fielen mit voraussichtlich 9,2 Millionen Euro deutlich höher als veranschlagt aus.
Vom sogenannten Siegfriedfelsen, einem zum Drachenfels gehörigen Felsvorsprung, bahnte sich am 4. Januar 2011 im Zuge eines Steinschlags ein Steinbrocken den Weg durch die zu Füßen liegenden Weinberge in Rhöndorf. Dies führte zu Sperrungen von beliebten Weinbergswegen durch die zuständige Stadtverwaltung Bad Honnefs, was in der Bevölkerung zu engagierten Diskussionen und anhaltenden Protesten durch den Bürger- und Ortsverein Rhöndorf und der betroffenen Ertragswinzer über die Verhältnismäßigkeit der Maßnahme führte und in der Einreichung einer Petition zur Öffnung der Wege beim nordrhein-westfälischen Landtag (24. Mai 2013) mündete. Von August bis November 2014 wurde ein Sicherheitszaun errichtet, der die weitere Bewirtschaftung der Weinberge ermöglicht. Nachdem die geplante Öffnung des mittleren Weinbergwegs in Höhe des Weinhaus Domstein aus finanziellen Gründen scheiterte, blieben dieser Abschnitt und der gesamte obere Weinbergweg für die Öffentlichkeit gesperrt.

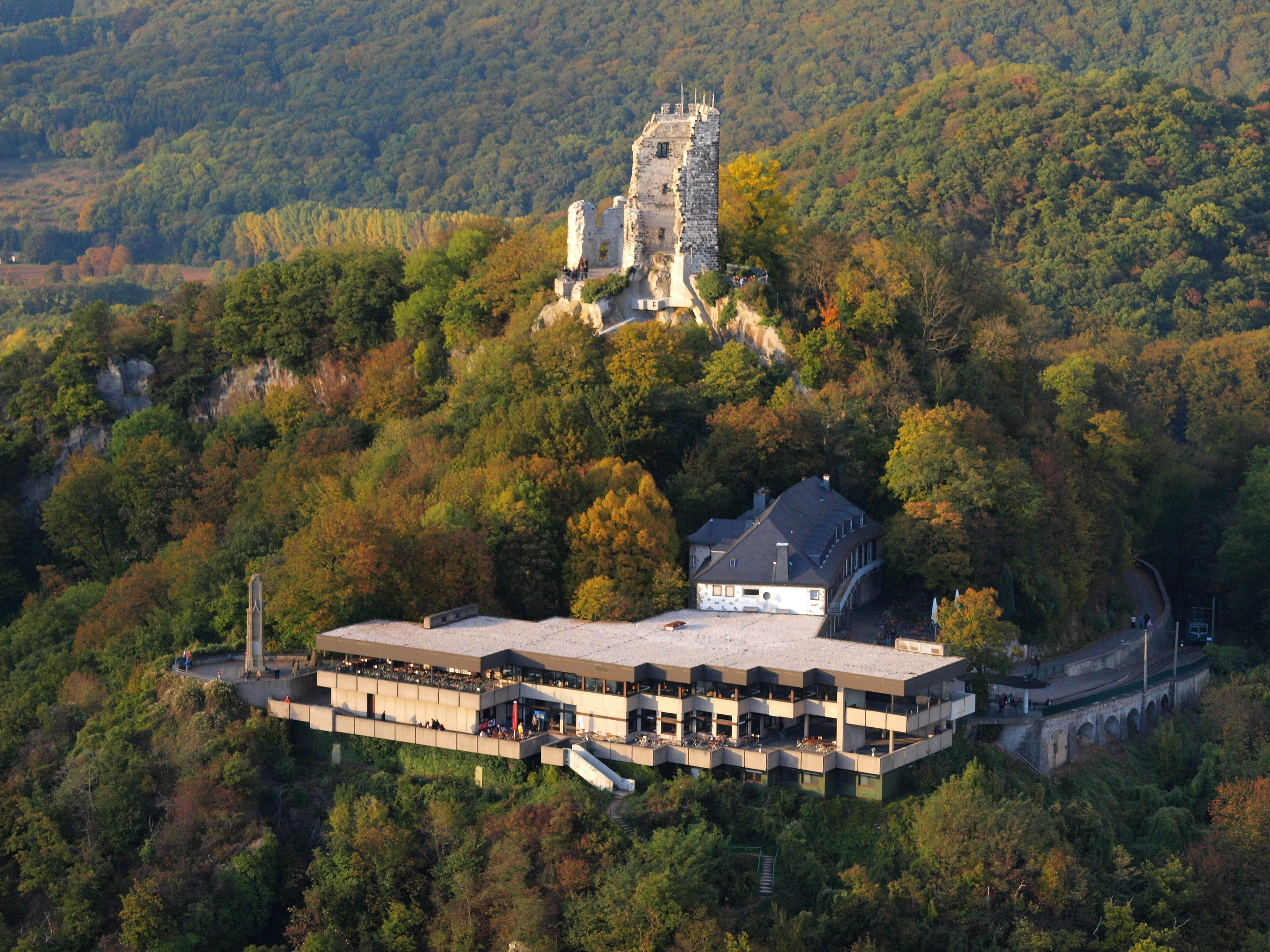
Drachenfelsplateau (Oktober 2009)
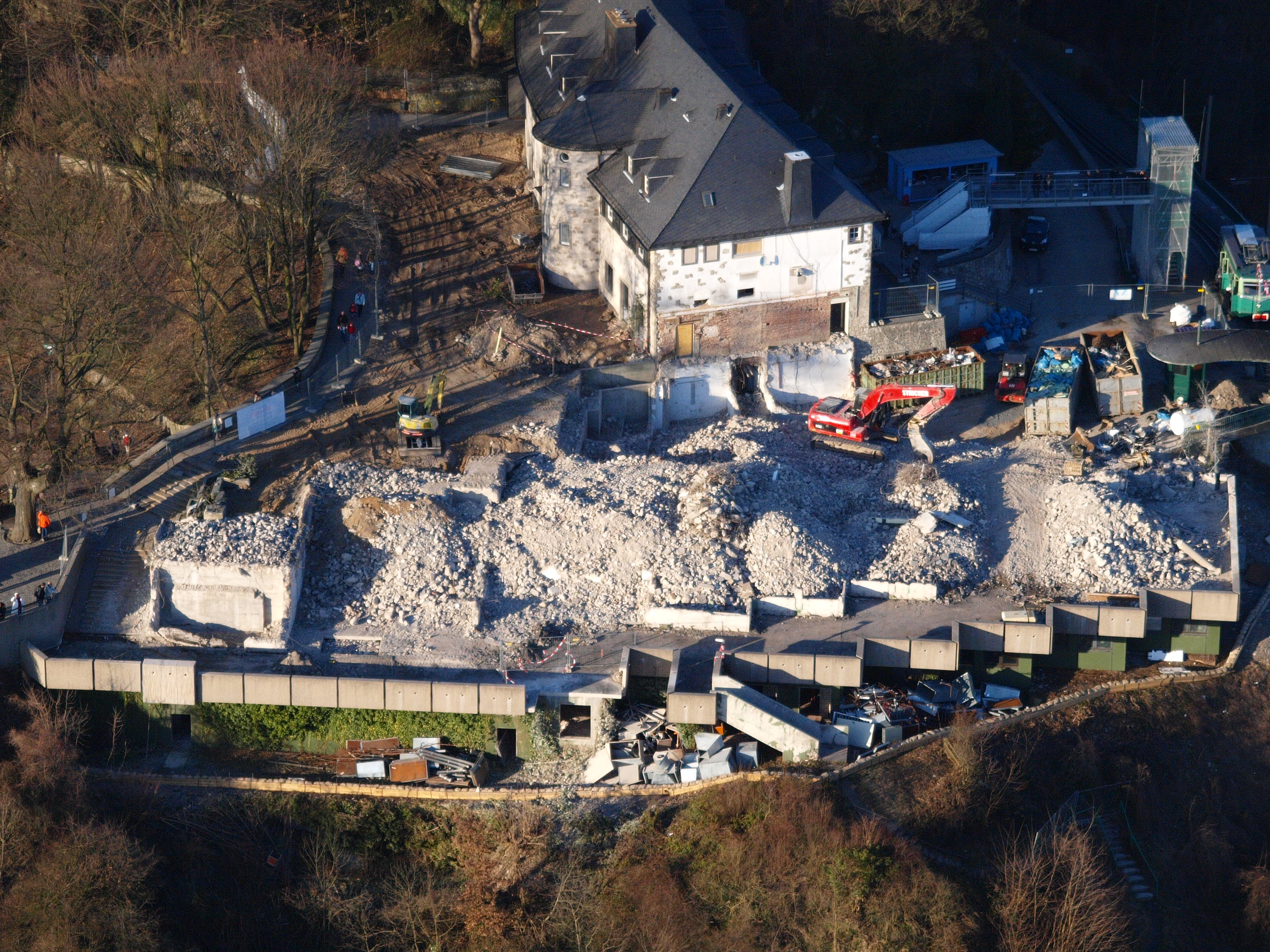
Drachenfelsplateau (März 2011)
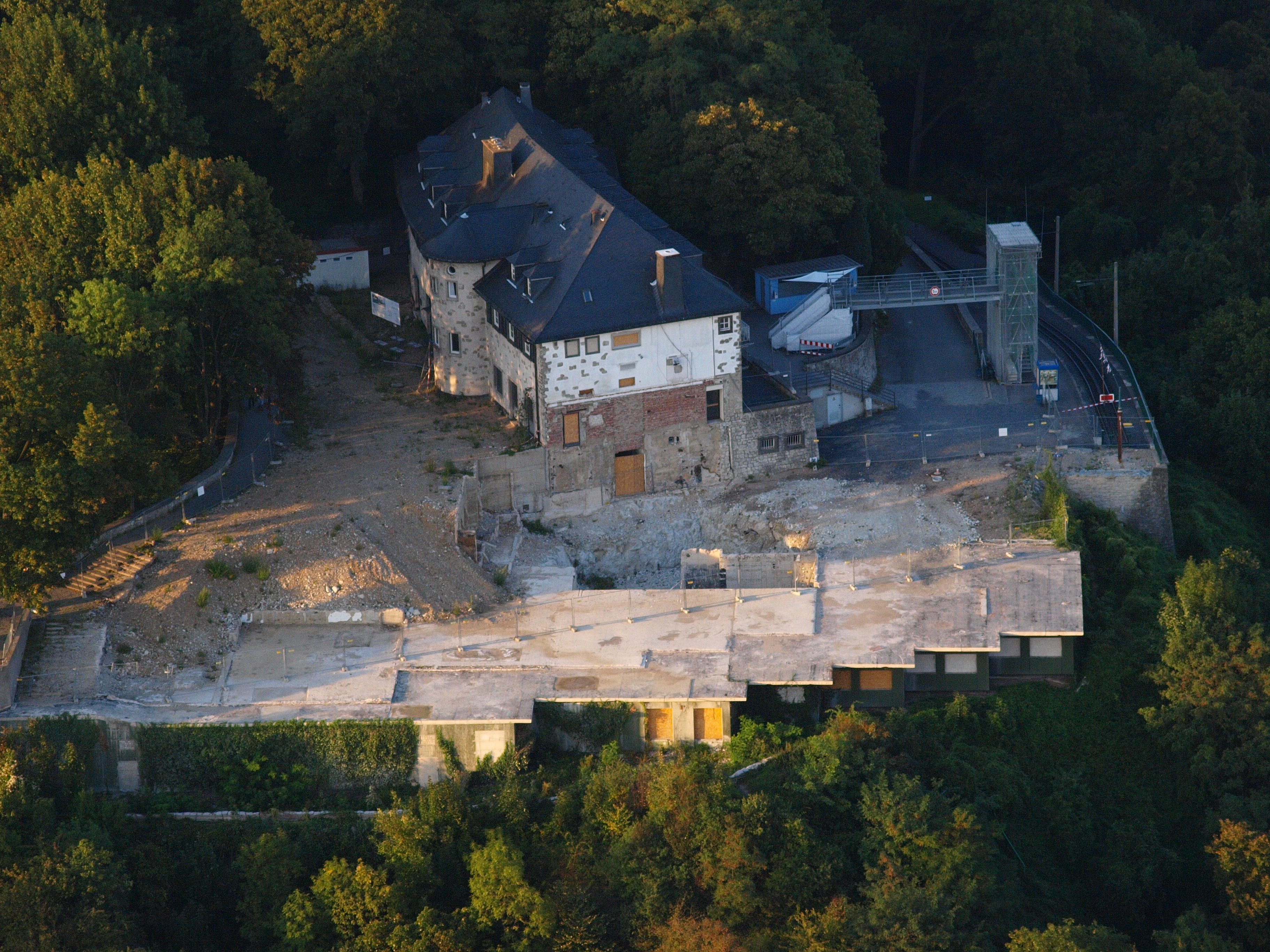
Drachenfelsplateau (September 2011)
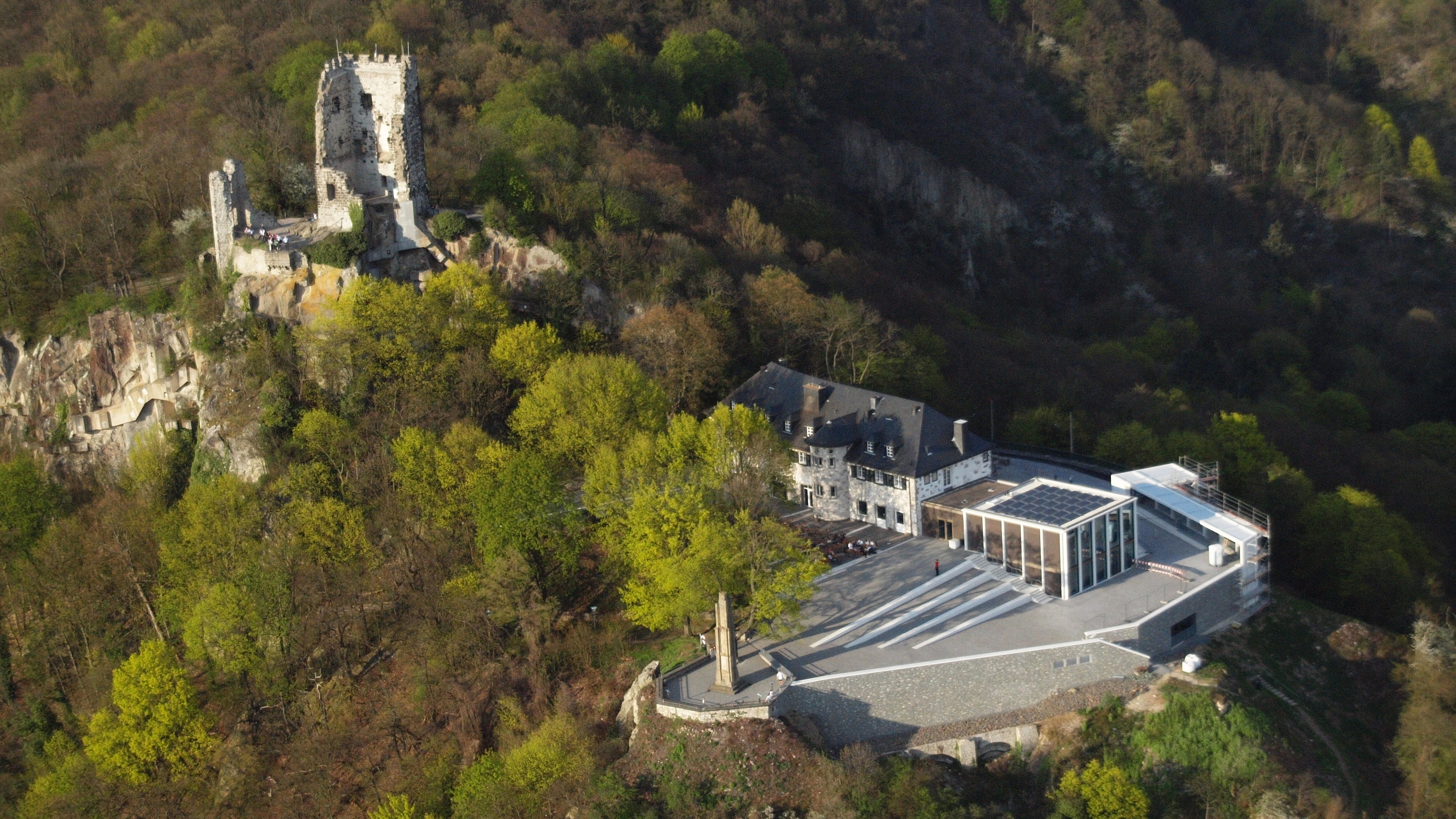
Drachenfels mit Restaurantneubau (April 2013)

Der Drachenfels liegt am Rheinsteig, einem rechtsrheinischen Wanderweg von Bonn nach Wiesbaden.

## Aufstiege

### Eselsweg von Königswinter aus
Der traditionelle Aufstieg zum Drachenfels mit der schönsten Aussicht ist der sogenannte Eselsweg. Dieser steile Weg wurde vermutlich in Abschnitten schon von römischen Steinmetzen benutzt. Kinder können hier auf Eseln reiten, die als ein Erkennungszeichen des Drachenfelses gelten – ihnen ist auf der Königswinterer Rheinallee ein Bronzedenkmal gewidmet, das Ernemann Sander geschaffen hat.
Auch die Fotografen nutzen die vielen Touristen auf dem Eselsweg für ihre Geschäft. So begann z. B. Johannes Oster (1862–1941), der gelernter Schneidermeister war, mit der Schnellfotografie um 1900 vor der Nibelungenhalle. Die Leute wurden angesprochen, doch ein Foto mit der Kulisse vom Drachenfels, auf einem Esel oder später auch in einer Flugzeug- oder Hubschrauberattrappe machen zu lassen, das sie schon auf dem Rückweg mit nach Hause nehmen konnten. Johannes Oster war der Großvater von Richard Kern, der – in dritter Generation nach seinem Vater Hans Kern – als letzter „Fotograf vom Drachenfels“ das Geschäft 1989 aufgab.
Nach einem – vermutlich durch heftige Unwetter ausgelösten – Felssturz am 5. Juni 2011 musste der Eselsweg auf dem oberen Abschnitt zwischen Drachenburg und Gipfelplateau aus Sicherheitsgründen gesperrt werden. Nach einer im Herbst 2013 begonnenen Sanierung und Installierung eines Schutzzauns wurde der Eselsweg im April 2014 wieder freigegeben. Wegen akuter Steinschlaggefahr aufgrund von Gesteinsbewegungen war der Abschnitt von Januar 2017 bis November 2019 erneut gesperrt. Nach Beendigung der Sanierungsarbeiten am Felsmassiv wurde der Eselsweg am 27. November 2019 wiedereröffnet.

### Drachenfelsbahn
Wem der Fußweg zu anstrengend ist, der kann die Drachenfelsbahn benutzen, die in der Hauptsaison alle 15 Minuten pendelt. Die Talstation liegt in der Drachenfelsstraße in Königswinter (unter der Brücke der B 42), wo auch der Eselsweg beginnt.

### Attraktionen am Rande des Weges
Auf halber Strecke liegt die 1913 erbaute Nibelungenhalle mit Gemälden von Hermann Hendrich (1854–1931), die Szenen aus Opern von Richard Wagner darstellen. Angegliedert ist die Drachenhöhle, eine Felsengrotte mit der rund 15 m langen Steinskulptur eines liegenden Drachen von Franz Josef Krings, die 1933 zum 50. Todestag Richard Wagners hierher verbracht wurde.
Ein Reptilienzoo beherbergt Spinnentiere, Schlangen, Kaimane, Warane, Leguane, Gila-Krustenechsen und zwei über drei Meter lange Mississippi-Alligatoren.
Etwas oberhalb der Mittelstation der Drachenfelsbahn liegt Schloss Drachenburg, das 1882 ein Bonner Börsenmakler und Bankier für sich erbauen ließ. In der Vorburg befindet sich seit 2002 das Museum für die Geschichte des Naturschutzes. Der Park der Burg ist als sehenswert in die Straße der Gartenkunst zwischen Rhein und Maas aufgenommen.
Auf dem Drachenfelsplateau wurde bereits in der ersten Hälfte des 19. Jahrhunderts eine Gaststätte eröffnet. Im Laufe der Zeit gab es hier ein Hotel, eine Postagentur und einen Schnellfotografen.

### Alternativwege
Auf Höhe der Mittelstation der Drachenfelsbahn können Fußgänger nach links in einen Feldweg einbiegen, der am Burghof, einem ehemaligen Wirtschaftshof des Burggrafen von Drachenfels, vorbeiführt. Ab dessen Ende kann nach rechts auf die asphaltierte Versorgungsstraße gewechselt werden, sodass der zweite Teil des Aufstieges nicht mehr so beschwerlich ist. Folgt man der Straße hingegen in die entgegengesetzte Richtung, so trifft man nach wenigen Metern auf ein Denkmal von 1899, das dem ersten Vorsitzenden des Verschönerungsvereins Siebengebirge Ernst Heinrich von Dechen gewidmet ist. Diese Versorgungsstraße, die nördlich von der Ferdinand-Mülhens-Straße (L331) abzweigt und an der Villa Hirschburg vorbeiführt, bietet auch ambitionierten Fahrradfahrern die Möglichkeit, den Drachenfels von Königswinter aus zu erklimmen.
Ein weiterer, als reizvoll geltender und (im Gegensatz zum Eselsweg) weniger begangener Aufstieg führt vom Bahnhof Königswinter durch das Nachtigallental, vorbei am Denkmal für den Kölner Liedermacher Willi Ostermann († 1936), der das Tal im Lied Dort wo die sieben Berge… besungen hat. Der Nachtigallenweg mündet nördlich des Schloss Drachenburg in die Verlängerung des Obergartenwegs. Der weitere Aufstieg erfolgt dann entweder über die Eselsweg oder auf einem nach Westen führenden Hohlweg, der zur Versorgungsstraße führt.
Von Rhöndorf aus führen mehrere zum Teil schmale Wanderwege auf den Drachenfels: der kürzeste vom Ziepchesplatz aus ziemlich direkt und entsprechend steil, oder man geht zunächst durch das Rhöndorfer Tal Richtung Ölberg, links ansteigend führen verschiedene Wege über den Waldfriedhof oder hinter dem Friedhof hoch bis zum Sattel, wo man in der Nähe des Milchhäuschens auf den Hauptweg von der Margarethenhöhe zum Drachenfels trifft: diesem nach links folgen. Da die Wanderwege im Siebengebirge gut beschriftet sind, kann man den Drachenfels kaum verfehlen.
Schließlich kann man das Auto gut auf der Margarethenhöhe zwischen Königswinter und Ittenbach (Auffahrt Siebengebirge der A 3) stehen lassen und in einer guten Stunde mit wenig Steigung zum Drachenfels wandern (nach rechts aus Richtung Königswinter). Zur Margarethenhöhe gibt es auch eine gute Busverbindung (Linie 520/521 der RSVG).

## Landsturmdenkmal

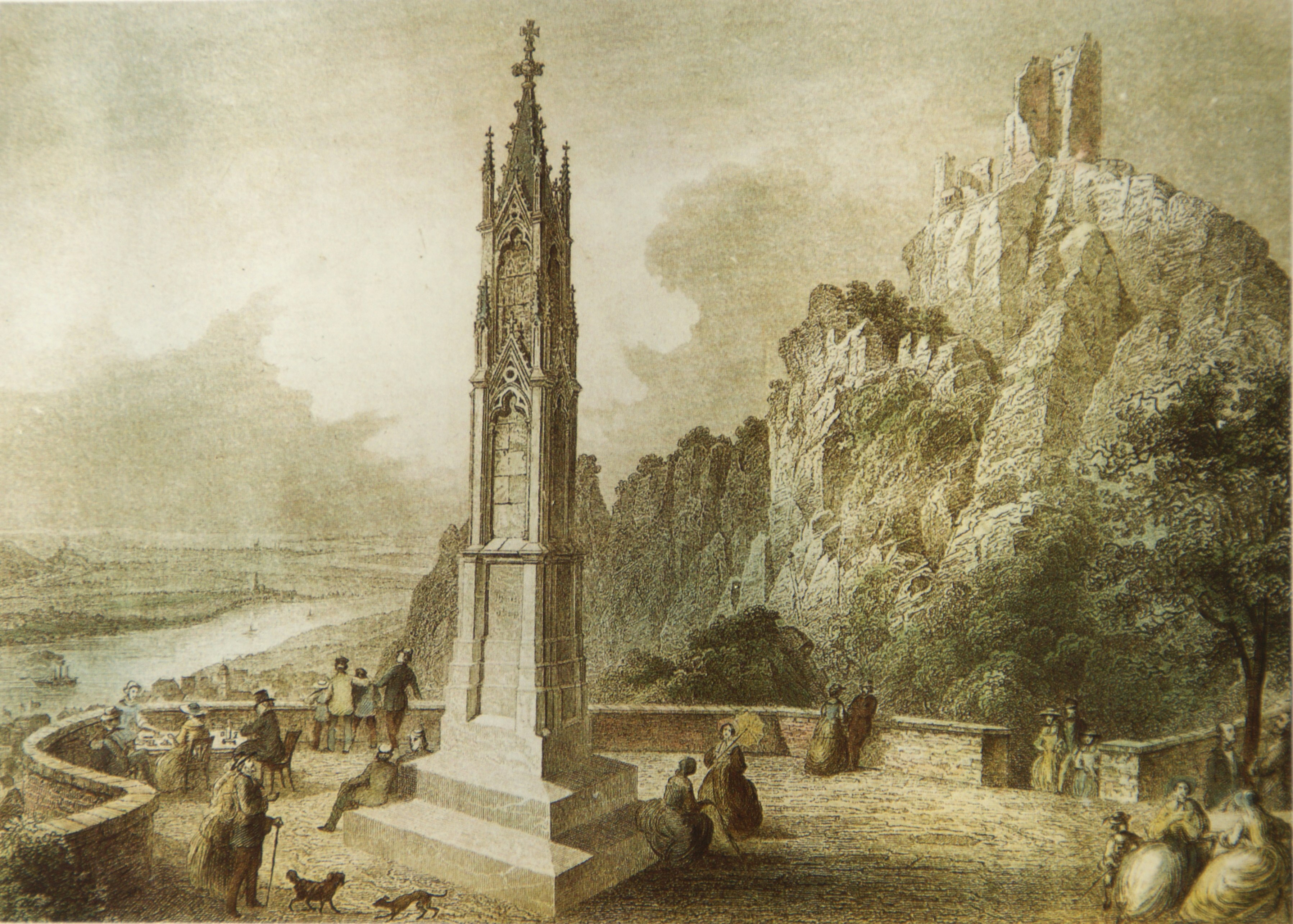
Stahlstich ca. 1857/58: Landsturmdenkmal

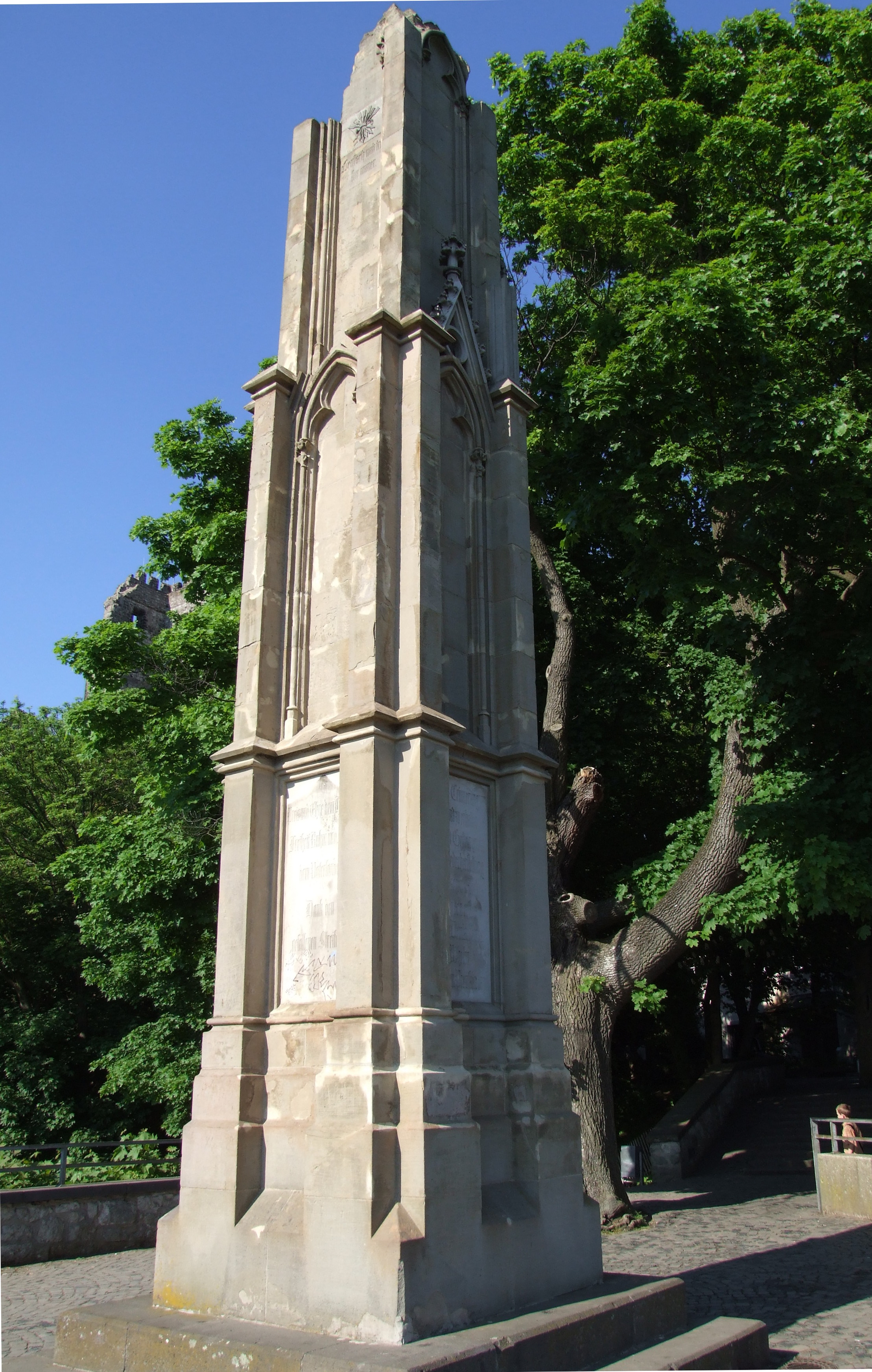
Neugotische Fiale von 1876

Am südwestlichen Aussichtspunkt des Drachenfelsplateaus befindet sich seit 1814 mit kurzen Unterbrechungen ein Landsturmdenkmal zur Erinnerung an die Befreiungskriege von 1813–1815. Als die Verbündeten nach der Völkerschlacht bei Leipzig das rechte Rheinufer besetzten, bildete sich in den Dörfern der heutigen Gemeinde Königswinter der freiwillige Landsturm des Siebengebirges zum Schutz der Ortschaften und ihrer Bewohner. Nachdem die Preußen unter Blücher bei Kaub bereits in der Neujahrsnacht 1814 auf das französisch besetzte linksrheinische Ufer übergesetzt waren, plante der preußische Major Ferdinand von Boltenstern mit Hilfe des Landsturms die Überquerung bei Mülheim am Rhein. Bei einem Ablenkungsangriff am 3. Januar, ausgehend von der zuvor eingenommenen französisch besetzten Insel Nonnenwerth, wurde Steinhauermeister und Befehlshaber der Vorposten Johann Joseph Genger, Pächter des damals am Fuße des Berges gelegenen Wülsdorfer Hofes, schwer verwundet. Er verstarb wenige Tage später. Major von Boltenstern und mindestens zehn weitere preußische Soldaten starben beim missglückten Angriff in Mülheim. In Gedenken an von Boltenstern und Genger wurde bereits 1814 nach dem Entwurf des damaligen Baudirektors des Großherzogtums Berg, Adolph von Vagedes, ein 11 Meter hoher Obelisk auf der Plattform, die als Werkplatz der Steinhauer entstanden war, errichtet. Die Enthüllung des Denkmals fand im Zuge der Feierlichkeiten des Jahrestags der Völkerschlacht bei Leipzig am 18. Oktober statt. Bereits 1837 befand sich der Obelisk aufgrund von schlechtem Baumaterial in irreparablem Zustand, so dass er in den Folgejahren zusammenstürzte und 1843 vollständig abgetragen wurde.
Der von einem Komitee ausgewählte Entwurf des Kölner Dombaumeisters Ernst Friedrich Zwirner einer 14,40 Meter hohen neugotischen Fiale als Ersatz für das verfallene Denkmal konnte dank freiwilliger Spenden und Zuschüsse des preußischen Königs Friedrich Wilhelm IV 1857 errichtet und eingeweiht werden. Die Inschrift verzichtet auf die namentliche Nennung der beiden gefallenen Soldaten und ist vielmehr der „Erinnerung an die patriotische Hingebung des rheinischen Volkes und an die Errichtung des freiwilligen Landsturms vom Siebengebirge in den Jahren 1813, 1814 und 1815“ gewidmet. Auch einen Nennung des preußischen Königs ist auf dem Obelisken zu finden.
Das heutige Landsturmdenkmal auf dem Drachenfelsplateau ist eine Rekonstruktion der Fiale von 1876, dessen Errichtung vom ersten deutschen Kaiser Wilhelm I finanziert wurde und die eine weitere Widmung an diesen ziert. Die Spitze des Obelisken ist heute aufgrund von im Zweiten Weltkrieg erlittenen Schäden nicht mehr erhalten.
1914 wurde auf Drängen der Nachkommen von von Boltenstern im Zuge der Jahrhundertfeier der Befreiungskriege eine etwa 5 Meter hohe Replik des Landsturmdenkmals von 1814 am Platz unterhalb des Kölner Fensters an der Nordseite der Burgruine errichtet.

## Landwirtschaftliche Bedeutung
Die Rebhänge des Drachenfelses zwischen Königswinter und Rhöndorf stellen eines der nördlichsten Weinanbaugebiete am Rhein dar, nur 5–10 Kilometer nördlich wird in Oberdollendorf und Bonn-Limperich noch Wein angebaut. Drei Weingüter sind in der Region tätig. Die Rebsorte Riesling dominiert, doch auch Gewürztraminer, Rivaner, Scheurebe, Grauburgunder, Weißburgunder, Dornfelder, Kerner und Spätburgunder werden angebaut. In den Steillagen werden die Trauben noch komplett von Hand gelesen. Etliche der Weine sind bereits prämiert worden.

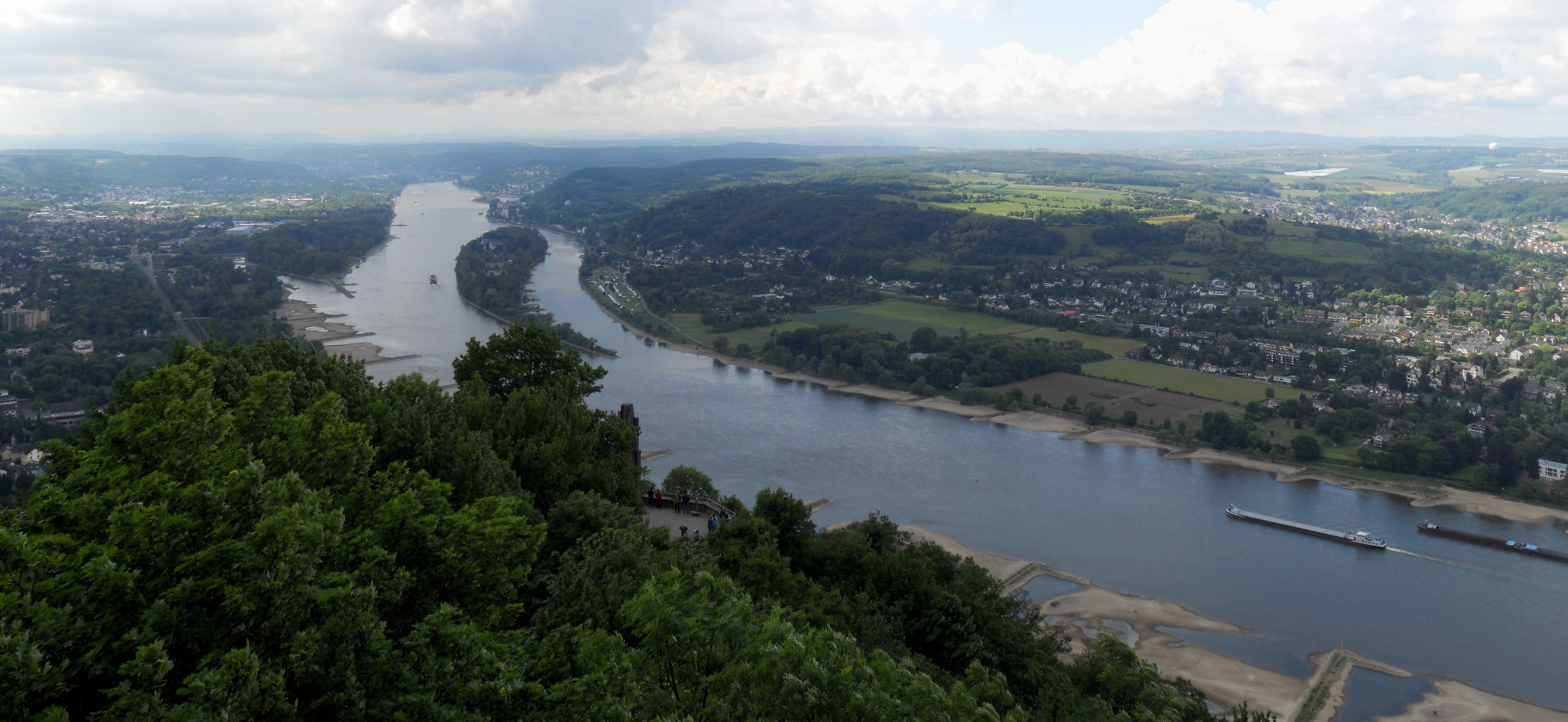
Ausblick vom Drachenfels Richtung Süden (Bad Honnef)
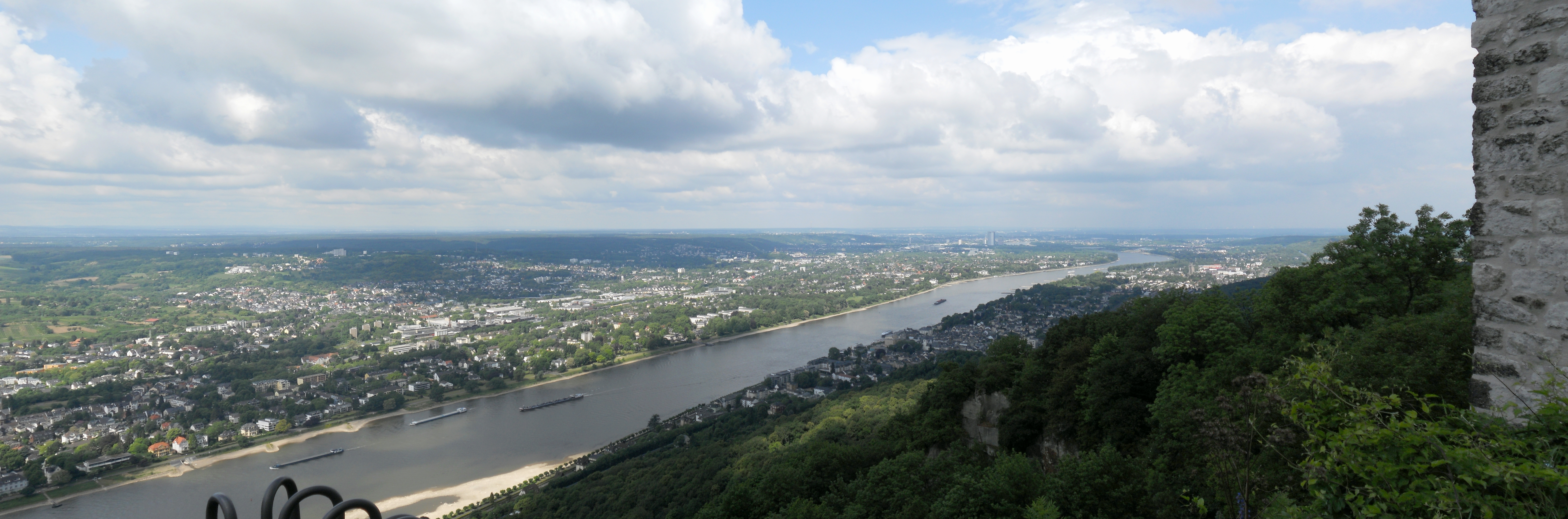
Ausblick Richtung Norden (Königswinter und Bonn)
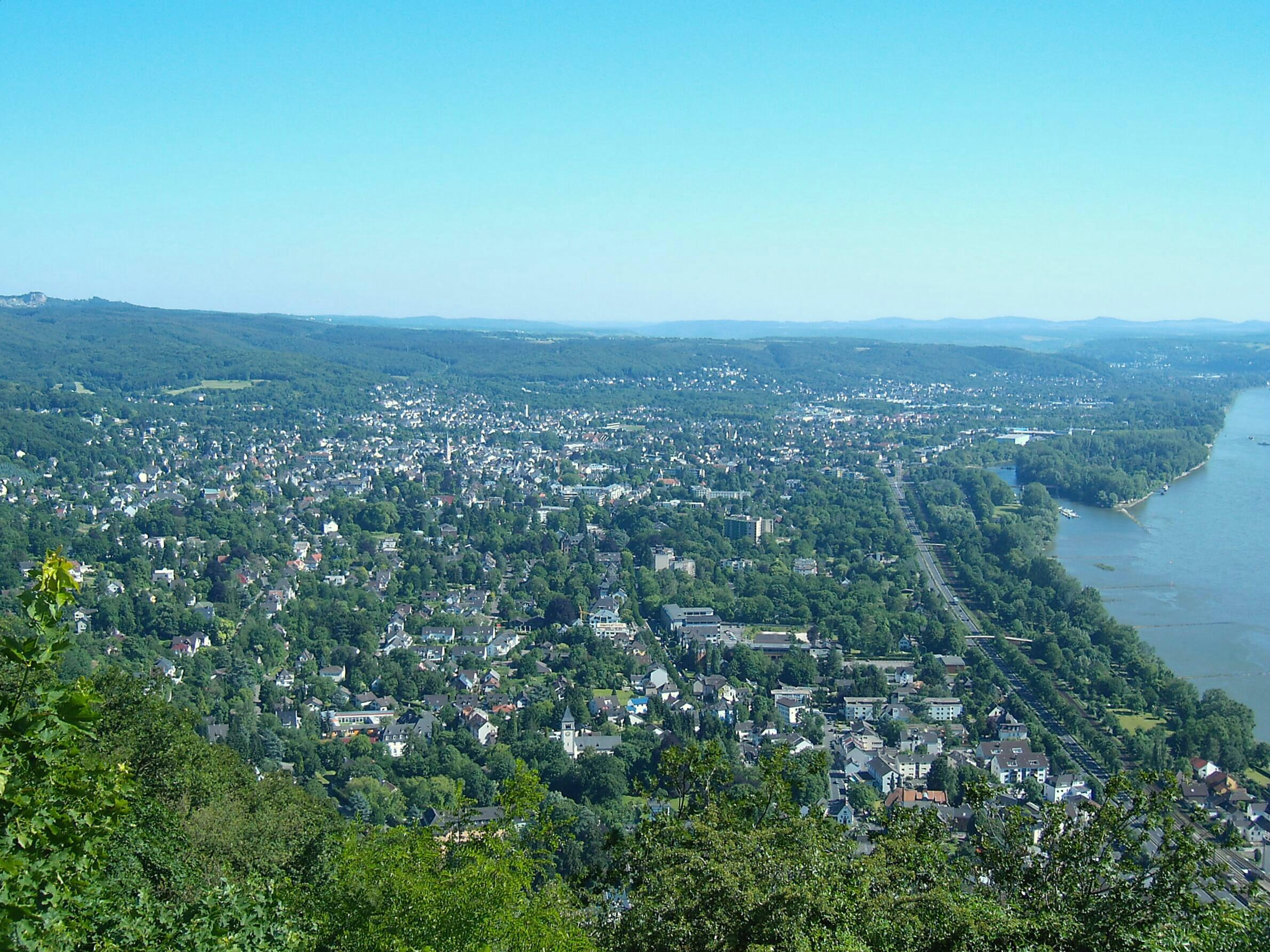
Ausblick auf Bad Honnef
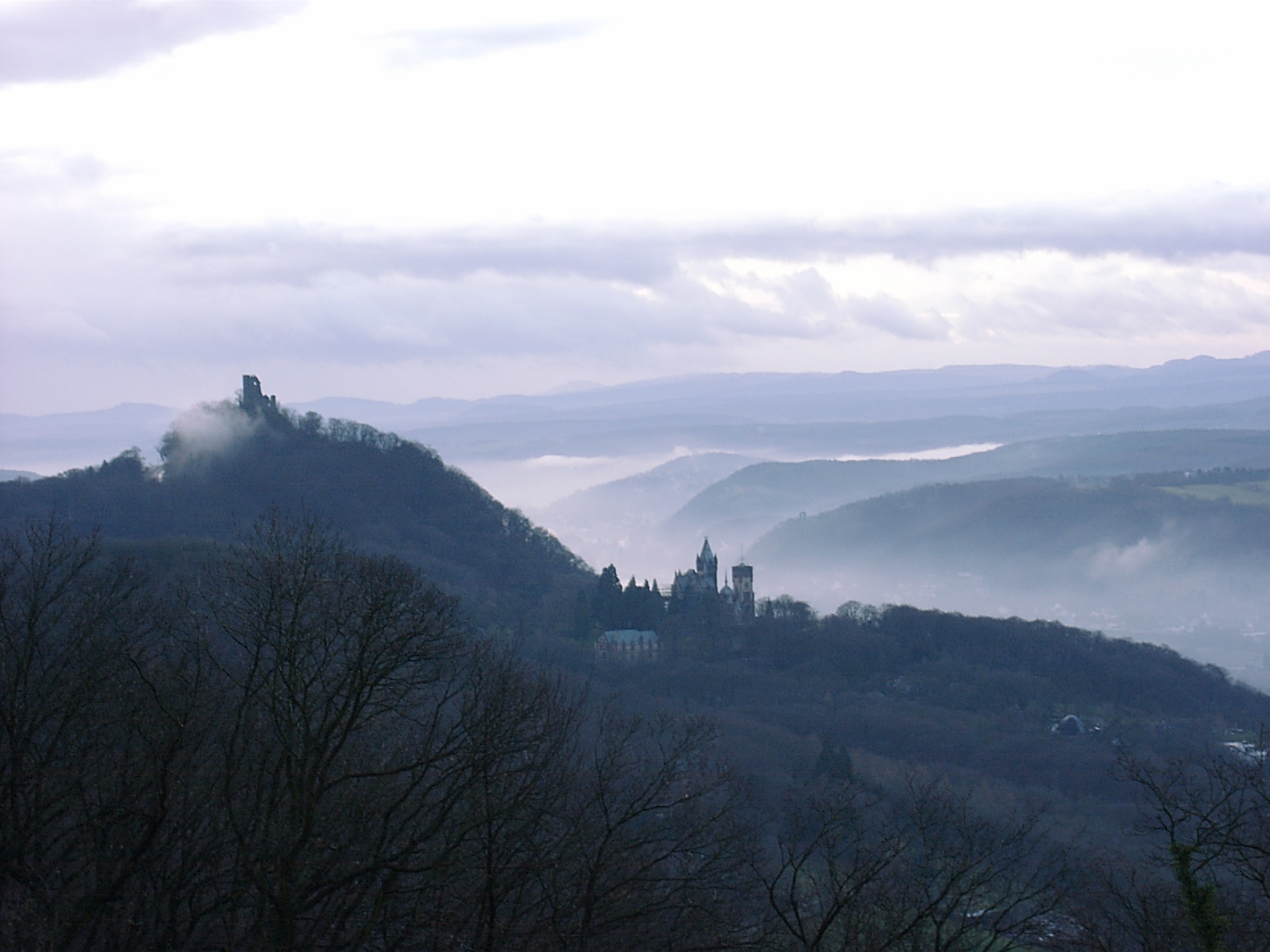
Blick vom Petersberg im Morgengrauen, links der Drachenfels
Panoramablick von der Burg Drachenfels

## Gedichte und Lieder über den Drachenfels
Am 23. April 1816 verließ George Gordon Byron London und setzte am 26. bei Dover über. Er sollte seine Heimat nie wieder sehen. Sein Reiseziel war der Genfersee. Zur damaligen Zeit waren die Briten von der Rheinromantik begeistert, deshalb führte Byrons Reiseweg an diesem Fluss entlang. Am 11. Mai 1816 erreichte seine Kutsche den kleinen Ort Mehlem. Der Blick auf den Drachenfels gab ihm die Möglichkeit, die problematische Liebe zu seiner Halbschwester Augusta Leigh in Worte zu fassen (Brief vom Januar 1817 an Augusta: „die ursprünglich an Dich gerichteten Drachenfels-Zeilen“). Die Kombination von Landschaften mit dem Gefühlsleben wurde für lange Jahre ein Maßstab in der Lyrik. Die Mehrdeutigkeit dieser Zeilen war für die Briten klar zu erkennen und erzeugte ein großes Interesse an diesem Ort. Das Gedicht ist ursprünglich Teil des lyrischen Zyklus Childe Harold’s Pilgrimage und steht dort im III. Gesang zwischen Strophe LV und LVI.

### „The castled crag of Drachenfels“
(1818; dt.: „Der turmgekrönte Drachenfels“, August Mommsen, 1885)
| The castle crag of Drachenfels Frowns o’er the wide and winding Rhine, Whose breast of waters broadly swells Between the banks that bear the vine, And hills all rich with blossom’d trees, And fields which promise corn and wine, And scatter’d cities crowning these, Whose far white walls along them shine, Have strew’d a scene, which I should see With double joy wert thou with me. And peasant girls, with deep blue eyes, And hands which offer early flowers, Walk smiling o’er this paradise; Above, the frequent feudal towers Through green leaves lift their walls of gray; And many a rock which steeply lowers, And noble arch in proud decay, Look o’er the vale of vintage-bowers; But one thing want these banks of Rhine, – Thy gentle hand to clasp in mine! I send the lilies given to me; Though long before thy hand they touch, I know that they must wither’d be, But yet reject them not as such; For I have cherish’d them as dear, Because they yet may meet thine eye, And guide thy soul to mine even here, When thou behold’st them drooping nigh, And know’st them gather’d by the Rhine, And offer’d from my heart to thine! The river nobly foams and flows, The charm of this enchanted ground, And all its thousand turns disclose Some fresher beauty varying round: The haughtiest breast its wish might bound Through life to dwell delighted here; Nor could on earth a spot be found To nature and to me so dear, Could thy dear eyes in following mine Still sweeten more these banks of Rhine! | Weit droht ins offne Rheingefild Der turmgekrönte Drachenstein; Die breite Brust der Wasser schwillt An Ufern hin, bekränzt vom Wein, Und Hügeln, reich an Blüt’ und Frucht Und Au’n, wo Traub’ und Korn gedeihn, Und Städten, die an jeder Bucht Schimmern im hellen Sonnenschein: Ein Zauberbild! – Doch fänd’ ich hier Zwiefache Lust, wärst du bei mir! Und manche holde Bäuerin Mit Frühlingsblumen in der Hand Geht lächelnd durch das Eden hin; Hoch oben blickt vom Felsenrand Durch grünes Laub das Räubernest, Und manches Riff mit schroffer Wand Und kühnen Bogens stolzer Rest Schaut weit hinaus ins Vaterland; Nur eines fehlt dem schönen Rhein: - Dein Händedruck, – ich bin allein! Die Lilien, welche ich empfing, Send’ ich zum Gruße dir ins Haus: Wenn auch ihr Duft und Schmelz verging, Verschmähe nicht den welken Strauß! Ich hielt ihn hoch, ich weiß es ja, Wann deine Augen bald ihn sehn, Dann ist mir deine Seele nah': Gesenkten Hauptes wird er stehn Und sprechen: Von dem Tal des Rheins Schickt diesen Gruß sein Herz an dein’s. Der stolze Strom erbraust und fließt, Der schönen Sagen Zaubergrund; In tausend Windungen erschließt Sich neue Schönheit, reich und bunt; Wer wünschte nicht mit Herz und Mund Ein Leben lang zu rasten hier? Kein Raum wär’ auf dem Erdenrund So teuer der Natur und mir, Wenn deine lieben Augen nur Noch holder machten Strom und Flur. |

### „Pilgrims of the Rhine“ (Auszug)
Das Gedicht von Byron war die Grundlage für viele weitere Betrachtungen des Drachenfels. Edward Bulwer-Lytton, 1. Baron Lytton, war einer davon:

„Der eigentliche Charakter des Stromes tritt jedoch nicht eher hervor, bis allmählich die Sieben Berge mit dem ‚castled crag of Drachenfels‘ über ihnen allen vor dem Auge auftauchen. […] Berg und Stadt, die einsame Insel, der burggekrönte Felsen, erscheinen plötzlich wie phantasievolle Träume, werden stolz und groß und werden kleiner und verschwinden. […]“

„Das Schiff glitt nun neben dem Siebengebirge und dem Drachenfels hin. Die langsam niedergehende Sonne warf gelbliche Strahlen über das glatte Wasser. Am Fuß des Gebirges lag ein Dorf tief in den Schatten getaucht; aber oben, die Ruinen des Drachenfels fingen die dicksten Sonnenstrahlen auf. Schon so einsam, doch stolz zerstreute der Strahl nicht die Schwermut, die über dem riesigen Felsen lag: die Ruine stand auf der Höhe wie eine große Persönlichkeit, auf welche wohl das Licht des Ruhms ruht, die aber von einer gewissen Schwermut begleitet ist, die zu tragen der einsame Träger wegen seines großen Abstandes von der Menge verurteilt ist.“

### „Die Nacht auf dem Drachenfels“
Heinrich Heine schrieb im Mai 1820 über seinen burschenschaftlichen Ausflug auf den Drachenfels mit Bonner Studenten folgendes Gedicht:
An Fritz v.B.
Um Mitternacht war schon die Burg erstiegen,

Der Holzstoß flammte auf am Fuß der Mauern,

Und wie die Burschen lustig niederkauern,

Erscholl das Lied von Deutschlands heilgen Siegen.

Wir tranken Deutschlands Wohl aus Rheinweinkrügen,

Wir sahn den Burggeist auf dem Turme lauern,

Viel dunkle Ritterschatten uns umschauern,

Viel Nebelfraun bei uns vorüberfliegen.

Und aus den Trümmern steigt ein tiefes Ächzen,

Es klirrt und rasselt, und die Eulen krächzen;

Dazwischen heult des Nordsturms Wutgebrause. -

Sieh nun, mein Freund, so eine Nacht durchwacht ich

Auf hohem Drachenfels, doch leider bracht ich

Den Schnupfen und den Husten mit nach Hause.

### „Da, wo die sieben Berge“
(Willi Ostermann)
Du kennst gewiss das wunderbare, das schönste Plätzchen mit am Rhein,

wo sagenhaft die sieben Berge dich laden zum Bewundern ein.

Wo frohe Menschen sich bewegen, wo laut der Mädel Lachen klingt,

wo dir das Echo aller Wegen wie Nixensang zum Ohre dringt.

Die Symphonie, die Melodie, wer einmal da, vergisst es nie:

Da, wo die sieben Berge am Rheinesstrande steh’n,

kannst du die blonden Mädel mit blauen Augen seh’n.

Und an die schönen Stunden denkst du dann tausendmal,

wo fröhlich sie marschierten durchs Nachtigallental,

wo fröhlich sie marschierten durchs Nachtigallental.

Fahr’ hin du trauriger Geselle, zum Traumbild deiner Kinderzeit.

Der Drachenfels auf alle Fälle, nimmt dir dein ganzes Herzeleid.

Das Auge sieht den Himmel offen, der Burgen Pracht gibt neue Lust,

und neues Leben, frisches Hoffen, zieht durch die frohbewegte Brust.

Wenn tief im Tal mit einem Mal ihr Liedchen singt die Nachtigall:

Da, wo die sieben Berge am Rheinesstrande steh’n…

Willst du einmal mit deinem Schätzchen auf Stunden wunschlos glücklich sein,

dann wähle dir am Rhein das Plätzchen, da kehrt ins Herz der Frühling ein.

Wo helle Mädchenstimmen singen und abends in der Schenke drin

die vollgefüllten Gläser klingen, die Schiffe bunt vorüberzieh’n.

Du fühlst dich jung, du kommst in Schwung, und lebst in der Erinnerung:

Da, wo die sieben Berge am Rheinesstrande steh’n…